# Светско првенство у хокеју на леду 2015.
Светско првенство у хокеју на леду 2015. било је 79. по реду такмичењу за наслов титуле светског првака у хокеју на леду, у организацији Светске хокејашке федерације (ИИХФ). Турнир се одржавао у периоду од 1. до 17. маја 2015. у Чешкој Републици, а све утакмице игране су у две дворане — у Острави (ЧЕЗ арени капацитета 10.107 места) и Прагу (О2 Арена капацитета 17.360 места). Чешка Република је по 11. пут била домаћин најјачег светског такмичења у хокеју на леду.
Након што је у финалној утакмици савладала селекцију браниоца титуле репрезентацију Русије титулу светског првака освојила је селекција Канаде. Била је то 25. титула за Канађане, једину репрезентацију на турниру која није забележила ни један пораз (по први пут након првенства 2007). Канадски капитен Сидни Крозби након освајања титуле светског првака постао је чланом престижне хокејашке Златне тројке. Бронзану медаљу освојила је селекција Сједињених Држава након што је у утакмици за треће место савладала селекцију домаћина Чешке резултатом 3:0.
За најкориснијег играча турнира проглашен је капитен домаће селекције Јаромир Јагр, који је уједно опростио од играња у репрезентативном дресу. Најефикаснији играч турнира је канадски нападач Џејсон Спеца са 14 индексних поена (6 голова и 8 асистенција).
Све утакмице првенства (њих 64) посматрала је укупно 741.700 гледалаца, или у просеку 11.589 гледалаца по утакмици, што чини ово првенство најпосећенијим у досадашњој историји светских првенстава.

## Избор домаћина
У конкуренцији за домаћинство светског првенства 2015. учествовале су две земље – Чешка и Украјина, а одлука о домаћину турнира донета је директним гласањем на конгресу Међународне хокејашке федерације одржаном 21. маја 2010. у немачком Келну. Убедљивом већином гласова од 84 према 22 домаћинство турнира додељено је Чешкој Републици, односно гардовима Прагу и Острави.
| Резултати гласања | Резултати гласања |
| Држава кандидат   | Број гласова      |
| ----------------- | ----------------- |
| Чешка             | 84                |
| Украјина          | 22                |

## Дворане
Све утакмице овог светског првенства играле су се у две дворане у два града, у Прагу и Острави, у истим дворанама у којима је одржан и турнир 2004. чији је домаћин такође била Чешка Република. Домаћин у Прагу је O2 Арена, ледена дворана капацитета 17.360 места, где су игране све утакмице у групи А, полуфинала и мечеви за медаље. Утакмице у Острави игране су у ЧЕЗ арени капацитета 10.107 места и укључивале су све мечеве групе Б, те два сусрета четврфиналне фазе такмичења.
| Чешка                      | Чешка                       |
| Праг                       | Острава                     |
| -------------------------- | --------------------------- |
| O2 Арена Капацитет: 17.360 | ЧЕЗ арена Капацитет: 10.107 |
|                            |                             |

## Репрезентације учеснице
На турниру као и претходних неколико година учествује укупно 16 репрезентација подељених у две групе са по 8 екипа. Директан пласман на првенство обезбедило је 14 првопласираних репрезентација са Светског првенства 2014. у Минску, те две најбоље пласиране селекције са Светског првенства прве дивизије 2014. (група А). Са европског континента долази 14 учесника, док су две преостале учеснице из Северне Америке. Осам првопласираних екипа на ранг листи формираној непосредно након првенства обезбедит ће и директан пласман на Зимске олимпијске игре 2018. у јужнокорејском Пјонгчангу. У загради се налази позиција екипе на ранг листи ИИХФ уочи почетка првенства.
| Европа - Белорусија* (11) - Чешка* (5) (домаћин) - Данска* (15) - Финска* (2) - Француска* (12) - Немачка* (13) - Словенија^ (14) | Европа - Летонија* (9) - Норвешка* (10) - Русија* (3) - Словачка* (8) - Шведска* (1) - Швајцарска* (7) - Аустрија^ (16) | Северна Америка - Канада* (4) - Сједињене Државе* (6) |

* = Аутоматски су се пласирали јер су заузели једно од првих 14 места на светском првеству 2014. године.
^ = Пласирали су се јер су заузели прво и друго место у Дивизији I, група А 2014. године

## Систем такмичења
На турниру учествује укупно 16 репрезентација које су у основном делу подељене у две групе са по 8 екипа. Након седам одиграних кола групне фазе где се игра по једнокружном бод систему свако са сваким по 4 првопласиране селекције из обе групе такмичење настављају у четвртфиналу, а две последњепласиране екипе из обе групе испале су у нижи ранг такмичења. У случају да селекција Русије као домаћин наредног турнира заузме једну од две последње позиције уместо њих у нижи ранг такмичења испала би 14. пласирана селекција.
Распоред бодова у групној фази одвија се по следећем систему:
- 3 бода - победа након 60 минута игре;
- 2 бода - победа након продужетка или после извођења пенала;
- 1 бод - пораз након продужетка или извођења пенала;
- 0 бодова - пораз након 60 минута игре.

У групној фази евентуални продужетак траје 5 минута, а игра се до „златног гола“ (победник је екипа која прва постигне погодак), док је у елиминационим фазама трајање продужетка 10 минута, изузев у финалу где продужетак траје 20 минута. У случају да у продужетку није постигнут погодак изводе се пенали. Пенал серију започињу по три играча оба тима, а победник је екипа која постигне више голова. Уколико је након почетне серије резултат и даље нерешен, извођење пенала се наставља „системом један за један“ све док једна од екипа не оствари предност.
Уколико су две или више екипа групну фазу завршиле са истим бројем бодова предност имају екипе које су имале бољи међусобни скор у директном дуелу, затим бољу гол разлику, потом више постигнутих голова, те на крају на основу пласмана на ИИХФ ранг листи.
Коначан пласман на позицијама од 5. до 16. места одређен је на основу резултата у групној и елиминационој фази.
Свака репрезентација у свом саставу може имати најмање 15 играча на позицијама у нападу и одбрани и по 2 голмана, односно максимално по 22 клизача и 3 голмана.

## Списак судија
ИИХФ је за турнир делегирала по 16 главних и линијских судија:
| - Максим Сидоренко - Павел Ходек - Владимир Шиндлер - Алекси Рантала - Јури Ран - Вјачеслав Буланов - Роман Гофман - Константин Олењин | - Јозеф Кубуш - Тобијас Бјорк - Данијел Пјечажек - Данијел Стрикер - Микаел Норд - Маркус Винерборг - Тобијас Верли - Тимоти Мајер |

| - Мирослав Лхотски - Биван Мајлс - Рудолф Тошеновјан - Вит Ледерер - Антон Семјонов - Маси Пуолака - Сакари Суоминен - Глеб Лазарев | - Андре Шрадер - Петер Шефчик - Јон Килијан - Фрејжер Макинтајр - Хенрик Пихлблад - Јими Дамен - Николас Флури - Пол Карнатан |

## Групна фаза такмичења
У групној фази такмичења све екипе су подељене у две групе са по 8 тимова. Игра се по једнокружном бод систему у седам кола, а 4 првопласиране селекције из обе групе такмичење настављају у четвртфиналу, док две последњепласиране селекције испадају у нижи ранг такмичења. Све утакмице групе А играју се у Прагу, а утакмице групе Б у Острави.
Жреб групне фазе такмичења и сатница одређен је 21. августа 2014. године.
|  | Пласман у четвртфинале        |
|  | Испали у Дивизију I - група A |

### Група А
Сатница је по локалном времену (УТЦ+2)
| 1. мај 2015. 16:15 | Канада | 6 : 1 (3:0, 2:0, 1:1) | Летонија | О2 арена, Праг Посетилаца: 16.013 |

| Извор | Извор                                     | Извор                     | Извор                             | Извор                                                                            |
| --- | ----------------------------------------- | ------------------------- | --------------------------------- | -------------------------------------------------------------------------------- |
| | Мајк Смит                                 | Голмани                   | Едгарс Масаљскис Ервинс Муштуковс | Судије Павел Ходек Маркус Винерборг Линијске судије Јон Килијан Мирослав Лхотски |
| Нејтан Макинон – 09:57 Џејсон Спеца – 13:04 Мет Душен – 14:11 Тајлер Тофоли – 22:20 Џејсон Спеца – 23:04 Сидни Крозби – 59:07 | 1 : 0 2 : 0 3 : 0 4 : 0 5 : 0 5 : 1 6 : 1 | 52:06 – Каспарс Даугавињш |                                   | Судије Павел Ходек Маркус Винерборг Линијске судије Јон Килијан Мирослав Лхотски |
| 2 мин | Искључења                                 | 6 мин                     |                                   | Судије Павел Ходек Маркус Винерборг Линијске судије Јон Килијан Мирослав Лхотски |
| 42 | Шутеви на гол                             | 17                        |                                   | Судије Павел Ходек Маркус Винерборг Линијске судије Јон Килијан Мирослав Лхотски |

| 1. мај 2015. 20:15 | Чешка | 5 : 6 (пен) (1:2, 0:1, 4:2; 0:0, 0:1) | Шведска | О2 арена, Праг Посетилаца: 17.383 |

| Извор | Извор                                                               | Извор | Извор       | Извор                                                                               |
| --- | ------------------------------------------------------------------- | --- | ----------- | ----------------------------------------------------------------------------------- |
| | Александар Салак                                                    | Голмани | Јонас Енрот | Судије Данијел Пјечажек Алекси Рантала Линијске судије Глеб Лазарев Сакари Суоминен |
| Јаромир Јагр – 13:28 Томаш Хертл – 42:52 Доминик Симон – 51:34 Роман Червенка – 52:31 Мартин Затович – 56:53 Јакуб Клепиш Јакуб Ворачек Владимир Соботка | 0 : 1 0 : 2 1 : 2 1 : 3 2 : 3 2 : 4 3 : 4 4 : 4 5 : 4 5 : 5 Пенали: | 03:23 – Јол Лундквист 07:30 – Стефан Кронвал 34:34 – Виктор Раск 44:08 – Јоаким Линдстрем 59:07 – Матијас Шегрен Елијас Линдхолм Јакоб Јосефсон Оливер Екман-Ларсон |             | Судије Данијел Пјечажек Алекси Рантала Линијске судије Глеб Лазарев Сакари Суоминен |
| 8 мин | Искључења                                                           | 10 мин |             | Судије Данијел Пјечажек Алекси Рантала Линијске судије Глеб Лазарев Сакари Суоминен |
| 28 | Шутеви на гол                                                       | 25 |             | Судије Данијел Пјечажек Алекси Рантала Линијске судије Глеб Лазарев Сакари Суоминен |

| 2. мај 2015. 12:15 | Швајцарска | 3 : 4 (пен) (1:0, 1:1, 1:2; 0:0, 0:1) | Аустрија | О2 арена, Праг Посетилаца: 13.953 |

| Извор                                                                                                   | Извор                                       | Извор                                                                           | Извор              | Извор                                                                            |
| --- | ------------------------------------------- | ------------------------------------------------------------------------------- | ------------------ | -------------------------------------------------------------------------------- |
| | Рето Бера                                   | Голмани                                                                         | Бернхард Старкбаум | Судије Јозеф Кубуш Данијел Пјечажек Линијске судије Хенрик Пихлблад Петер Шефчик |
| Фелисијен Дубоа – 01:14 Андрес Амбихл – 25:54 Матијас Бибер – 51:01 Рето Сури Дамијен Брунер Роман Јоси | 1 : 0 1 : 1 2 : 1 2 : 2 3 : 2 3 : 3 Пенали: | 22:12 – Томас Рафл 22:12 – Брајан Леблер 59:10 – Михаел Рафл Константин Комарек |                    | Судије Јозеф Кубуш Данијел Пјечажек Линијске судије Хенрик Пихлблад Петер Шефчик |
| 4 мин                                                                                                   | Искључења                                   | 8 мин                                                                           |                    | Судије Јозеф Кубуш Данијел Пјечажек Линијске судије Хенрик Пихлблад Петер Шефчик |
| 37 | Шутеви на гол                               | 25                                                                              |                    | Судије Јозеф Кубуш Данијел Пјечажек Линијске судије Хенрик Пихлблад Петер Шефчик |

| 2. мај 2015. 16:15 | Француска | 1 : 2 (0:1, 0:0, 1:1) | Немачка | О2 арена, Праг Посетилаца: 14.903 |

| Извор                 | Извор             | Извор                                     | Извор        | Извор                                                                        |
| --------------------- | ----------------- | ----------------------------------------- | ------------ | ---------------------------------------------------------------------------- |
|                       | Кристобал Уе      | Голмани                                   | Денис Ендрас | Судије Вјачеслав Буланов Јири Ран Линијске судије Николас Флури Андре Шрадер |
| Дамијен Флери – 50:44 | 0 : 1 1 : 1 1 : 2 | 12:10 – Михаел Волф 59:00 – Патрик Рајмер |              | Судије Вјачеслав Буланов Јири Ран Линијске судије Николас Флури Андре Шрадер |
| 10 мин                | Искључења         | 14 мин                                    |              | Судије Вјачеслав Буланов Јири Ран Линијске судије Николас Флури Андре Шрадер |
| 25                    | Шутеви на гол     | 26                                        |              | Судије Вјачеслав Буланов Јири Ран Линијске судије Николас Флури Андре Шрадер |

| 2. мај 2015. 20:15 | Летонија | 2 : 4 (1:0, 1:3, 0:1) | Чешка | О2 арена, Праг Посетилаца: 17.383 |

| Извор                                             | Извор                               | Извор                                                                              | Извор                           | Извор                                                                             |
| ------------------------------------------------- | ----------------------------------- | ---------------------------------------------------------------------------------- | ------------------------------- | --------------------------------------------------------------------------------- |
|                                                   | Едгарс Масаљскис                    | Голмани                                                                            | Александар Салак Ондреј Павелец | Судије Константин Олењин Данијел Стрикер Линијске судије Јон Килијан Маси Пуолака |
| Каспарс Даугавињш – 13:13 Микелис Редлихс – 23:18 | 1 : 0 1 : 1 2 : 1 2 : 2 2 : 3 2 : 4 | 22:01 – Михал Јордан 24:25 – Јан Коварж 32:44 – Јаромир Јагр 45:29 – Јакуб Ворачек |                                 | Судије Константин Олењин Данијел Стрикер Линијске судије Јон Килијан Маси Пуолака |
| 35 мин                                            | Искључења                           | 8 мин                                                                              |                                 | Судије Константин Олењин Данијел Стрикер Линијске судије Јон Килијан Маси Пуолака |
| 10                                                | Шутеви на гол                       | 35                                                                                 |                                 | Судије Константин Олењин Данијел Стрикер Линијске судије Јон Килијан Маси Пуолака |

| 3. мај 2015. 12:15 | Аустрија | 1 : 6 (0:3, 0:3, 1:0) | Шведска | О2 арена, Праг Посетилаца: 14.051 |

| Извор                   | Извор                                     | Извор | Извор         | Извор                                                                                |
| ----------------------- | ----------------------------------------- | --- | ------------- | ------------------------------------------------------------------------------------ |
|                         | Рене Свете Бернхард Старкбаум             | Голмани | Андерс Нилсон | Судије Роман Гофман Данијел Стрикер Линијске судије Мирослав Лхотски Сакари Суоминен |
| Доминик Хајнрих – 53:17 | 0 : 1 0 : 2 0 : 3 0 : 4 0 : 5 0 : 6 1 : 6 | 13:38 – Филип Форсберг 18:37 – Оскар Клефбом 19:18 – Антон Ландер 28:22 – Филип Форсберг 29:13 – Елијас Линдхолм 31:14 – Филип Форсберг |               | Судије Роман Гофман Данијел Стрикер Линијске судије Мирослав Лхотски Сакари Суоминен |
| 12 мин                  | Искључења                                 | 18 мин |               | Судије Роман Гофман Данијел Стрикер Линијске судије Мирослав Лхотски Сакари Суоминен |
| 17                      | Шутеви на гол                             | 41 |               | Судије Роман Гофман Данијел Стрикер Линијске судије Мирослав Лхотски Сакари Суоминен |

| 3. мај 2015. 16:15 | Канада | 10 : 0 (4:0, 5:0, 1:0) | Немачка | О2 арена, Праг Посетилаца: 15.046 |

| Извор | Извор                                                        | Извор   | Извор                            | Извор                                                                               |
| --- | ------------------------------------------------------------ | ------- | -------------------------------- | ----------------------------------------------------------------------------------- |
| | Мартин Џоунс                                                 | Голмани | Денис Ендрас Дани аус ден Биркен | Судије Јозеф Кубуш Константин Олењин Линијске судије Фрејжер макинтајр Петер Шефчик |
| Сидни Крозби – 08:02 Тејлор Хол – 08:25 Коди Икин – 16:58 Коди Икин – 19:49 Тејлор Хол – 22:10 Арон Екблад – 24:29 Клод Жиру – 27:24 Тајлер Енис – 35:16 Тајлер Хол – 39:37 Мет Душен – 42:03 | 1 : 0 2 : 0 3 : 0 4 : 0 5 : 0 6 : 0 7 : 0 8 : 0 9 : 0 10 : 0 |         |                                  | Судије Јозеф Кубуш Константин Олењин Линијске судије Фрејжер макинтајр Петер Шефчик |
| 6 мин | Искључења                                                    | 2 мин   |                                  | Судије Јозеф Кубуш Константин Олењин Линијске судије Фрејжер макинтајр Петер Шефчик |
| 34 | Шутеви на гол                                                | 17      |                                  | Судије Јозеф Кубуш Константин Олењин Линијске судије Фрејжер макинтајр Петер Шефчик |

| 3. мај 2015. 20:15 | Француска | 1 : 3 (0:1, 0:1, 1:1) | Швајцарска | О2 арена, Праг Посетилаца: 8.780 |

| Извор               | Извор                   | Извор                                                         | Извор           | Извор                                                                          |
| ------------------- | ----------------------- | ------------------------------------------------------------- | --------------- | ------------------------------------------------------------------------------ |
|                     | Кристобал Уе            | Голмани                                                       | Леонардо Џенони | Судије Павел Ходек Алекси Рантала Линијске судије Хенрик Пихлблад Маси Пуолака |
| Дамијен Рау – 48:31 | 0 : 1 0 : 2 1 : 2 1 : 3 | 15:36 – Денис Холенштајн 21:24 – Роман Јоси 59:06 – Рето Сури |                 | Судије Павел Ходек Алекси Рантала Линијске судије Хенрик Пихлблад Маси Пуолака |
| 63 мин              | Искључења               | 12 мин                                                        |                 | Судије Павел Ходек Алекси Рантала Линијске судије Хенрик Пихлблад Маси Пуолака |
| 20                  | Шутеви на гол           | 35                                                            |                 | Судије Павел Ходек Алекси Рантала Линијске судије Хенрик Пихлблад Маси Пуолака |

| 4. мај 2015. 16:15 | Летонија | 1 : 8 (0:1, 1:3, 0:4) | Шведска | О2 арена, Праг Посетилаца: 15.315 |

| Извор                  | Извор                                                 | Извор | Извор       | Извор                                                                          |
| ---------------------- | ----------------------------------------------------- | --- | ----------- | ------------------------------------------------------------------------------ |
|                        | Едгарс Масаљскис                                      | Голмани | Јонас Енрот | Судије Павел Ходек Алекси Рантала Линијске судије Мирослав Лхотски Јон Килијан |
| Лаурис Дарзињш – 32:53 | 0 : 1 0 : 2 1 : 2 1 : 3 1 : 4 1 : 5 1 : 6 1 : 7 1 : 8 | 17:37 – Луи Ериксон 30:05 – Луи Ериксон 33:03 – Филип Форсберг 39:46 – Луи Ериксон 44:43 – Оскар Мелер 49:32 – Јакоб Јосефсон 57:04 – Јол Лундквист 59:51 – Виктор Раск |             | Судије Павел Ходек Алекси Рантала Линијске судије Мирослав Лхотски Јон Килијан |
| 10 мин                 | Искључења                                             | 10 мин |             | Судије Павел Ходек Алекси Рантала Линијске судије Мирослав Лхотски Јон Килијан |
| 20                     | Шутеви на гол                                         | 36 |             | Судије Павел Ходек Алекси Рантала Линијске судије Мирослав Лхотски Јон Килијан |

| 4. мај 2015. 20:15 | Канада | 6 : 3 (2:1, 1:1, 3:1) | Чешка | О2 арена, Праг Посетилаца: 17.383 |

| Извор | Извор                                                 | Извор                                                               | Извор          | Извор                                                                          |
| --- | ----------------------------------------------------- | ------------------------------------------------------------------- | -------------- | ------------------------------------------------------------------------------ |
| | Мајк Смит                                             | Голмани                                                             | Ондреј Павелец | Судије Вјачеслав Буланов Јири Ран Линијске судије Глеб Лазарев Сакари Суоминен |
| Џордан Еберле – 04:18 Тејлор Хол – 19:02 Шон Кутурије – 37:40 Тајлер Сегин – 42:02 Сидни Крозби – 50:07 Тајлер Тофоли – 58:31 | 1 : 0 2 : 0 2 : 1 2 : 2 3 : 2 4 : 2 5 : 2 5 : 3 6 : 3 | 19:22 – Мартин Ерат 35:45 – Мартин Затович 57:36 – Владимир Соботка |                | Судије Вјачеслав Буланов Јири Ран Линијске судије Глеб Лазарев Сакари Суоминен |
| 10 мин | Искључења                                             | 14 мин                                                              |                | Судије Вјачеслав Буланов Јири Ран Линијске судије Глеб Лазарев Сакари Суоминен |
| 38 | Шутеви на гол                                         | 25                                                                  |                | Судије Вјачеслав Буланов Јири Ран Линијске судије Глеб Лазарев Сакари Суоминен |

| 5. мај 2015. 16:15 | Швајцарска | 1 : 0 (0:0, 0:0, 1:0) | Немачка | О2 арена, Праг Посетилаца: 10.253 |

| Извор                    | Извор           | Извор   | Извор          | Извор                                                                          |
| ------------------------ | --------------- | ------- | -------------- | ------------------------------------------------------------------------------ |
|                          | Леонардо Џенони | Голмани | Тимо Пјелмајер | Судије Микаел Норд Вјачеслав Буланов Линијске судије Маси Пуолака Петер Шефчик |
| Денис Холенштајн – 52:16 | 1 : 0           |         |                | Судије Микаел Норд Вјачеслав Буланов Линијске судије Маси Пуолака Петер Шефчик |
| 6 мин                    | Искључења       | 12 мин  |                | Судије Микаел Норд Вјачеслав Буланов Линијске судије Маси Пуолака Петер Шефчик |
| 18                       | Шутеви на гол   | 18      |                | Судије Микаел Норд Вјачеслав Буланов Линијске судије Маси Пуолака Петер Шефчик |

| 5. мај 2015. 20:15 | Аустрија | 0 : 2 (0:0, 0:0, 0:2) | Француска | О2 арена, Праг Посетилаца: 5.857 |

| Извор | Извор              | Извор                                     | Извор        | Извор                                                                                   |
| ----- | ------------------ | ----------------------------------------- | ------------ | --------------------------------------------------------------------------------------- |
|       | Бернхард Старкбаум | Голмани                                   | Кристобал Уе | Судије Тобијас Верли Владимир Шиндлер Линијске судије Хенрик Пихлблад Фрејжер Макинтајр |
|       | 0 : 1 0 : 2        | 46:13 – Дамијен Флори 59:02 – Лоран Монје |              | Судије Тобијас Верли Владимир Шиндлер Линијске судије Хенрик Пихлблад Фрејжер Макинтајр |
| 6 мин | Искључења          | 2 мин                                     |              | Судије Тобијас Верли Владимир Шиндлер Линијске судије Хенрик Пихлблад Фрејжер Макинтајр |
| 34    | Шутеви на гол      | 17                                        |              | Судије Тобијас Верли Владимир Шиндлер Линијске судије Хенрик Пихлблад Фрејжер Макинтајр |

| 6. мај 2015. 16:15 | Швајцарска | 1 : 2 (про) (0:0, 0:1, 1:0; 0:1) | Летонија | О2 арена, Праг Посетилаца: 10.856 |

| Извор                 | Извор             | Извор                                           | Извор            | Извор                                                                             |
| --------------------- | ----------------- | ----------------------------------------------- | ---------------- | --------------------------------------------------------------------------------- |
|                       | Рето Бера         | Голмани                                         | Едгарс Масаљскис | Судије Максим Сидоренко Владимир Шиндлер Линијске судије Глеб Лазарев Јон Килијан |
| Матијас Бибер – 58:09 | 0 : 1 1 : 1 1 : 2 | 24:19 – Андрис Џерињш 62:19 – Каспарс Даугавињш |                  | Судије Максим Сидоренко Владимир Шиндлер Линијске судије Глеб Лазарев Јон Килијан |
| 6 мин                 | Искључења         | 10 мин                                          |                  | Судије Максим Сидоренко Владимир Шиндлер Линијске судије Глеб Лазарев Јон Килијан |
| 36                    | Шутеви на гол     | 21                                              |                  | Судије Максим Сидоренко Владимир Шиндлер Линијске судије Глеб Лазарев Јон Килијан |

| 6. мај 2015. 20:15 | Шведска | 4 : 6 (3:0, 1:3, 0:3) | Канада | О2 арена, Праг Посетилаца: 16.695 |

| Извор                                                                               | Извор                                                       | Извор | Извор     | Извор                                                                       |
| ----------------------------------------------------------------------------------- | ----------------------------------------------------------- | --- | --------- | --------------------------------------------------------------------------- |
|                                                                                     | Андерс Нилсон                                               | Голмани | Мајк Смит | Судије Тобијас Верли Јири Ран Линијске судије Маси Пуолака Мирослав Лхотски |
| Антон Ландер – 05:06 Виктор Раск – 17:21 Филип Форсберг – 17:49 Оскар Мелер – 35:19 | 1 : 0 2 : 0 3 : 0 3 : 1 3 : 2 3 : 3 4 : 3 4 : 4 4 : 5 4 : 6 | 26:43 – Арон Екблад 31:27 – Тајлер Хол 34:23 – Шон Кутурије 50:24 – Патрик Виркош 53:31 – Тајлер Енис 58:10 – Тајлер Сегин |           | Судије Тобијас Верли Јири Ран Линијске судије Маси Пуолака Мирослав Лхотски |
| 4 мин                                                                               | Искључења                                                   | 4 мин |           | Судије Тобијас Верли Јири Ран Линијске судије Маси Пуолака Мирослав Лхотски |
| 32                                                                                  | Шутеви на гол                                               | 39 |           | Судије Тобијас Верли Јири Ран Линијске судије Маси Пуолака Мирослав Лхотски |

| 7. мај 2015. 16:15 | Чешка | 5 : 1 (0:0, 2:1, 3:0) | Француска | О2 арена, Праг Посетилаца: 17.110 |

| Извор | Извор                               | Извор                  | Извор          | Извор                                                                             |
| --- | ----------------------------------- | ---------------------- | -------------- | --------------------------------------------------------------------------------- |
| | Ондреј Павелец                      | Голмани                | Флоријан Харди | Судије Микаел Норд Алекси Рантала Линијске судије Хенрик Пихлблад Сакари Суоминен |
| Ондреј Немец – 21:10 Владимир Соботка – 26:58 Јаромир Јагр – 44:25 Ондреј Немец – 48:28 Роман Червенка – 54:49 | 1 : 0 2 : 0 2 : 1 3 : 1 4 : 1 5 : 1 | 28:41 – Кевин Хекуфаје |                | Судије Микаел Норд Алекси Рантала Линијске судије Хенрик Пихлблад Сакари Суоминен |
| 4 мин | Искључења                           | 10 мин                 |                | Судије Микаел Норд Алекси Рантала Линијске судије Хенрик Пихлблад Сакари Суоминен |
| 46 | Шутеви на гол                       | 20                     |                | Судије Микаел Норд Алекси Рантала Линијске судије Хенрик Пихлблад Сакари Суоминен |

| 7. мај 2015. 20:15 | Шведска | 4 : 3 (2:1, 0:1, 2:1) | Немачка | О2 арена, Праг Посетилаца: 16.137 |

| Извор                                                                                  | Извор                                     | Извор                                                          | Извор          | Извор                                                                              |
| -------------------------------------------------------------------------------------- | ----------------------------------------- | -------------------------------------------------------------- | -------------- | ---------------------------------------------------------------------------------- |
|                                                                                        | Јонас Енрот                               | Голмани                                                        | Тимо Пјелмајер | Судије Павел Ходек Максим Сидоренко Линијске судије Фрејжер Макинтајр Петер Шефчик |
| Оскар Мелер – 11:19 Јоаким Линдстрем – 12:44 Џон Клингберг – 42:56 Оскар Мелер – 48:40 | 1 : 0 2 : 0 2 : 1 2 : 2 3 : 2 4 : 2 4 : 3 | 15:48 – Маркус Кинк 29:30 – Нико Кремер 54:39 – Матијас Плахта |                | Судије Павел Ходек Максим Сидоренко Линијске судије Фрејжер Макинтајр Петер Шефчик |
| 6 мин                                                                                  | Искључења                                 | 29 мин                                                         |                | Судије Павел Ходек Максим Сидоренко Линијске судије Фрејжер Макинтајр Петер Шефчик |
| 35                                                                                     | Шутеви на гол                             | 27                                                             |                | Судије Павел Ходек Максим Сидоренко Линијске судије Фрејжер Макинтајр Петер Шефчик |

| 8. мај 2015. 16:15 | Чешка | 4 : 0 (0:0, 3:0, 1:0) | Аустрија | О2 арена, Праг Посетилаца: 17.383 |

| Извор                                                                                      | Извор                   | Извор   | Извор                         | Извор                                                                            |
| ------------------------------------------------------------------------------------------ | ----------------------- | ------- | ----------------------------- | -------------------------------------------------------------------------------- |
|                                                                                            | Ондреј Павелец          | Голмани | Бернхард Старкбаум Рене Свете | Судије Вјачеслав Буланов Јири Ран Линијске судије Глеб Лазарев Фрејжер Макинтајр |
| Ондреј Њемец – 31:09 Мартин Затович – 38:04 Владимир Соботка – 39:08 Јакуб Ворачек – 40:07 | 1 : 0 2 : 0 3 : 0 4 : 0 |         |                               | Судије Вјачеслав Буланов Јири Ран Линијске судије Глеб Лазарев Фрејжер Макинтајр |
| 4 мин                                                                                      | Искључења               | 10 мин  |                               | Судије Вјачеслав Буланов Јири Ран Линијске судије Глеб Лазарев Фрејжер Макинтајр |
| 42                                                                                         | Шутеви на гол           | 12      |                               | Судије Вјачеслав Буланов Јири Ран Линијске судије Глеб Лазарев Фрејжер Макинтајр |

| 8. мај 2015. 20:15 | Немачка | 2 : 1 (0:1, 0:0, 2:0) | Летонија | О2 арена, Праг Посетилаца: 15.494 |

| Извор                                      | Извор             | Извор                  | Извор            | Извор                                                                     |
| ------------------------------------------ | ----------------- | ---------------------- | ---------------- | ------------------------------------------------------------------------- |
|                                            | Денис Ендрас      | Голмани                | Едгарс Масаљскис | Судије Микаел Норд Тобијас Верли Линијске судије Маси Пуолака Јон Килијан |
| Михаел Волф – 46:46 Матијас Плахта – 57:35 | 0 : 1 1 : 1 2 : 1 | 11:05 – Лаурис Дарзињш |                  | Судије Микаел Норд Тобијас Верли Линијске судије Маси Пуолака Јон Килијан |
| 10 мин                                     | Искључења         | 27 мин                 |                  | Судије Микаел Норд Тобијас Верли Линијске судије Маси Пуолака Јон Килијан |
| 24                                         | Шутеви на гол     | 16                     |                  | Судије Микаел Норд Тобијас Верли Линијске судије Маси Пуолака Јон Килијан |

| 9. мај 2015. 12:15 | Француска | 3 : 4 (1:2, 0:1, 2:1) | Канада | О2 арена, Праг Посетилаца: 15.300 |

| Извор                                                                | Извор                                     | Извор                                                                                 | Извор        | Извор                                                                              |
| -------------------------------------------------------------------- | ----------------------------------------- | ------------------------------------------------------------------------------------- | ------------ | ---------------------------------------------------------------------------------- |
|                                                                      | Ронан Кеменер                             | Голмани                                                                               | Мартин Џоунс | Судије Тобијас Верли Владимир Шиндлер Линијске судије Хенрик Пихлблад Петер Шефчик |
| Жилијен Дезрозијер – 16:31 Јорик Треје – 46:21 Дамијен Флори – 46:56 | 0 : 1 0 : 2 1 : 2 1 : 3 2 : 3 3 : 3 3 : 4 | 11:26 – Тајлер Сегин 12:32 – Џордан Еберле 37:02 – Тајлер Сегин 49:18 – Џордан Еверле |              | Судије Тобијас Верли Владимир Шиндлер Линијске судије Хенрик Пихлблад Петер Шефчик |
| 12 мин                                                               | Искључења                                 | 8 мин                                                                                 |              | Судије Тобијас Верли Владимир Шиндлер Линијске судије Хенрик Пихлблад Петер Шефчик |
| 21                                                                   | Шутеви на гол                             | 43                                                                                    |              | Судије Тобијас Верли Владимир Шиндлер Линијске судије Хенрик Пихлблад Петер Шефчик |

| 9. мај 2015. 16:15 | Аустрија | 1 : 2 (про) (1:0, 0:1, 0:0; 0:1) | Летонија | О2 арена, Праг Посетилаца: 12.735 |

| Извор                 | Извор              | Извор                                            | Извор            | Извор                                                                           |
| --------------------- | ------------------ | ------------------------------------------------ | ---------------- | ------------------------------------------------------------------------------- |
|                       | Бернхард Старкбаум | Голмани                                          | Едгарс Масаљскис | Судије Тимоти Мајер Тобијас Бјорк Линијске судије Глеб Лазарев Мирослав Лхотски |
| Брајан Леблер – 16:07 | 1 : 0 1 : 1 1 : 2  | 32:15 – Лаурис Дарзињш 60:33 – Каспарс Даугавињш |                  | Судије Тимоти Мајер Тобијас Бјорк Линијске судије Глеб Лазарев Мирослав Лхотски |
| 2 мин                 | Искључења          | 16 мин                                           |                  | Судије Тимоти Мајер Тобијас Бјорк Линијске судије Глеб Лазарев Мирослав Лхотски |
| 29                    | Шутеви на гол      | 18                                               |                  | Судије Тимоти Мајер Тобијас Бјорк Линијске судије Глеб Лазарев Мирослав Лхотски |

| 9. мај 2015. 20:15 | Шведска | 2 : 1 (про) (1:0, 0:0, 0:1; 1:0) | Швајцарска | О2 арена, Праг Посетилаца: 15.201 |

| Извор                                          | Извор             | Извор                  | Извор           | Извор                                                                                 |
| ---------------------------------------------- | ----------------- | ---------------------- | --------------- | ------------------------------------------------------------------------------------- |
|                                                | Јонас Енрот       | Голмани                | Леонардо Џенони | Судије Максим Сидоренко Вјачеслав Буланов Линијске судије Сакари Суоминен Јон Килијан |
| Елијас Линдхолм – 07:17 Филип Форсберг – 63:49 | 1 : 0 1 : 1 2 : 1 | 40:34 – Симон Боденман |                 | Судије Максим Сидоренко Вјачеслав Буланов Линијске судије Сакари Суоминен Јон Килијан |
| 10 мин                                         | Искључења         | 8 мин                  |                 | Судије Максим Сидоренко Вјачеслав Буланов Линијске судије Сакари Суоминен Јон Килијан |
| 29                                             | Шутеви на гол     | 16                     |                 | Судије Максим Сидоренко Вјачеслав Буланов Линијске судије Сакари Суоминен Јон Килијан |

| 10. мај 2015. 16:15 | Немачка | 2 : 4 (1:1, 1:2, 0:1) | Чешка | О2 арена, Праг Посетилаца: 17.383 |

| Извор                                     | Извор                               | Извор                                                                               | Извор          | Извор                                                                              |
| ----------------------------------------- | ----------------------------------- | ----------------------------------------------------------------------------------- | -------------- | ---------------------------------------------------------------------------------- |
|                                           | Тимо Пјелмајер                      | Голмани                                                                             | Ондреј Павелец | Судије Микаел Норд Тобијас Бјорк Линијске судије Сакари Суоминен Фрејжер Макинтајр |
| Данијел Пјета – 07:13 Михаел Волф – 23:50 | 1 : 0 1 : 1 2 : 1 2 : 2 2 : 3 2 : 4 | 13:39 – Михал Вондрка 25:58 – Петр Кукал 27:36 – Јакуб Ворачек 55:58 – Јаромир Јагр |                | Судије Микаел Норд Тобијас Бјорк Линијске судије Сакари Суоминен Фрејжер Макинтајр |
| 6 мин                                     | Искључења                           | 6 мин                                                                               |                | Судије Микаел Норд Тобијас Бјорк Линијске судије Сакари Суоминен Фрејжер Макинтајр |
| 14                                        | Шутеви на гол                       | 38                                                                                  |                | Судије Микаел Норд Тобијас Бјорк Линијске судије Сакари Суоминен Фрејжер Макинтајр |

| 10. мај 2015. 20:15 | Швајцарска | 2 : 7 (1:2, 0:3, 1:2) | Канада | О2 арена, Праг Посетилаца: 17.003 |

| Извор                                         | Извор                                                 | Извор | Извор     | Извор                                                                      |
| --------------------------------------------- | ----------------------------------------------------- | --- | --------- | -------------------------------------------------------------------------- |
|                                               | Рето Бера                                             | Голмани | Мајк Смит | Судије Тимоти Мајер Јири Ран Линијске судије Маси Пуолака Мирослав Лхотски |
| Морис Трахслер – 06:21 Дамијен Брунер – 42:17 | 0 : 1 1 : 1 1 : 2 1 : 3 1 : 4 1 : 5 2 : 5 2 : 6 2 : 7 | 00:53 – Тајлер Сегин 19:42 – Нејтан Макинон 27:59 – Арон Екблад 39:00 – Џордан Еберле 39:59 – Коди Икин 52:27 – Шон Кутурије 57:08 – Клод Жиру |           | Судије Тимоти Мајер Јири Ран Линијске судије Маси Пуолака Мирослав Лхотски |
| 16 мин                                        | Искључења                                             | 12 мин |           | Судије Тимоти Мајер Јири Ран Линијске судије Маси Пуолака Мирослав Лхотски |
| 25                                            | Шутеви на гол                                         | 46 |           | Судије Тимоти Мајер Јири Ран Линијске судије Маси Пуолака Мирослав Лхотски |

| 11. мај 2015. 16:15 | Немачка | 2 : 3 (пен) (0:0, 0:1, 2:1; 0:0; 0:1) | Аустрија | О2 арена, Праг Посетилаца: 11.302 |

| Извор                                                                             | Извор                          | Извор                                                                                    | Извор              | Извор                                                                                   |
| --------------------------------------------------------------------------------- | ------------------------------ | ---------------------------------------------------------------------------------------- | ------------------ | --------------------------------------------------------------------------------------- |
|                                                                                   | Денис Ендрас                   | Голмани                                                                                  | Бернхард Старкбаум | Судије Вјачеслав Буланов Константин Олењин Линијске судије Хенрик Пихлблад Петер Шефчик |
| Михаел Волф – 44:14 Патрик Рајмер – 57:59 Кај Хоспелт Тобијас Ридер Патрик Рајмер | 0 : 1 1 : 1 1 : 2 2 : 2 Пенали | 34:33 – Томас Рафл 54:22 – Рафаел Ротер Доминик хајнрих Константин Комарек Брајан Леблер |                    | Судије Вјачеслав Буланов Константин Олењин Линијске судије Хенрик Пихлблад Петер Шефчик |
| 6 мин                                                                             | Искључења                      | 6 мин                                                                                    |                    | Судије Вјачеслав Буланов Константин Олењин Линијске судије Хенрик Пихлблад Петер Шефчик |
| 17                                                                                | Шутеви на гол                  | 34                                                                                       |                    | Судије Вјачеслав Буланов Константин Олењин Линијске судије Хенрик Пихлблад Петер Шефчик |

| 11. мај 2015. 20:15 | Шведска | 4 : 2 (1:0, 1:2, 2:0) | Француска | О2 арена, Праг Посетилаца: 12.490 |

| Извор                                                                                            | Извор                               | Извор                                       | Извор                       | Извор                                                                        |
| ------------------------------------------------------------------------------------------------ | ----------------------------------- | ------------------------------------------- | --------------------------- | ---------------------------------------------------------------------------- |
|                                                                                                  | Јонас Енрот                         | Голмани                                     | Кристобал Уе Флоријан Харди | Судије Максим Сидоренко Јозеф Кубуш Линијске судије Глеб Лазарев Јон Килијан |
| Јакоб Јосефсон – 11:00 Филип Форсберг – 34:52 Филип Форсберг – 40:52 Оливер Екман-Ларсон – 43:27 | 1 : 0 1 : 1 1 : 2 2 : 2 3 : 2 4 : 2 | 20:34 – Дамијен Флери 22:52 – Дамијен Флери |                             | Судије Максим Сидоренко Јозеф Кубуш Линијске судије Глеб Лазарев Јон Килијан |
| 10 мин                                                                                           | Искључења                           | 16 мин                                      |                             | Судије Максим Сидоренко Јозеф Кубуш Линијске судије Глеб Лазарев Јон Килијан |
| 41                                                                                               | Шутеви на гол                       | 17                                          |                             | Судије Максим Сидоренко Јозеф Кубуш Линијске судије Глеб Лазарев Јон Килијан |

| 12. мај 2015. 12:15 | Канада | 10 : 1 (4:0, 2:0, 4:1) | Аустрија | О2 арена, Праг Посетилаца: 16.031 |

| Извор | Извор                                                              | Извор                   | Извор                         | Извор                                                                          |
| --- | ------------------------------------------------------------------ | ----------------------- | ----------------------------- | ------------------------------------------------------------------------------ |
| | Мајк Смит                                                          | Голмани                 | Бернхард Старкбаум Рене Свете | Судије Максим Сидоренко Роман Гофман Линијске судије Маси Пуолака Петер Шефчик |
| Тајсон Бери – 06:04 Мет Душен – 09:09 Тејлор Хол – 11:17 Арон Екблад – 14:10 Џејсон Спеца – 21:58 Џордан Еберле – 35:52 Нејтан Макинон – 42:53 Џејсон Спеца – 43:05 Брејден Шен – 46:09 Мет Душен – 54:43 | 1 : 0 2 : 0 3 : 0 4 : 0 5 : 0 6 : 0 6 : 1 7 : 1 8 : 1 9 : 1 10 : 1 | 42:44 – Доминик Хајнрих |                               | Судије Максим Сидоренко Роман Гофман Линијске судије Маси Пуолака Петер Шефчик |
| 0 мин | Искључења                                                          | 4 мин                   |                               | Судије Максим Сидоренко Роман Гофман Линијске судије Маси Пуолака Петер Шефчик |
| 46 | Шутеви на гол                                                      | 15                      |                               | Судије Максим Сидоренко Роман Гофман Линијске судије Маси Пуолака Петер Шефчик |

| 12. мај 2015. 16:15 | Летонија | 2 : 3 (пен) (1:0, 1:0, 0:2; 0:0, 0:1) | Француска | О2 арена, Праг Посетилаца: 15.167 |

| Извор                                                                             | Извор                          | Извор                                                                                     | Извор        | Извор                                                                         |
| --------------------------------------------------------------------------------- | ------------------------------ | ----------------------------------------------------------------------------------------- | ------------ | ----------------------------------------------------------------------------- |
|                                                                                   | Едгарс Масаљскис               | Голмани                                                                                   | Кристобал Уе | Судије Тимоти Мајер Јири Ран Линијске судије Сакари Суоминен Мирослав Лхотски |
| Каспарс Даугавињш – 11:25 Гунтис Галвињш – 22:48 Лаурис Дарзињш Каспарс Даугавињш | 1 : 0 2 : 0 2 : 1 2 : 2 Пенали | 48:21 – Стефан да Коста 55:20 – Саша Треј Дамијен Флери Жилијен Десрозије Стефан да Коста |              | Судије Тимоти Мајер Јири Ран Линијске судије Сакари Суоминен Мирослав Лхотски |
| 6 мин                                                                             | Искључења                      | 6 мин                                                                                     |              | Судије Тимоти Мајер Јири Ран Линијске судије Сакари Суоминен Мирослав Лхотски |
| 13                                                                                | Шутеви на гол                  | 35                                                                                        |              | Судије Тимоти Мајер Јири Ран Линијске судије Сакари Суоминен Мирослав Лхотски |

| 12. мај 2015. 20:15 | Чешка | 2 : 1 (пен) (0:1, 0:0, 1:0; 0:0, 1:0) | Швајцарска | О2 арена, Праг Посетилаца: 17.383 |

| Извор                                                         | Извор              | Извор                                               | Извор     | Извор                                                                                  |
| ------------------------------------------------------------- | ------------------ | --------------------------------------------------- | --------- | -------------------------------------------------------------------------------------- |
|                                                               | Ондреј Павелец     | Голмани                                             | Рето Бера | Судије Јозеф Кубуш Константин Олењин Линијске судије Хенрик Пихлблад Фрејжер Макинтајр |
| Мартин Затович – 50:44 Јакуб Ворачек Јан Коварж Михал Вондрка | 0 : 1 1 : 1 Пенали | 16:56 – Кевин Фјала Fiala Андрес Амбихл Роман Лофел |           | Судије Јозеф Кубуш Константин Олењин Линијске судије Хенрик Пихлблад Фрејжер Макинтајр |
| 12 мин                                                        | Искључења          | 14 мин                                              |           | Судије Јозеф Кубуш Константин Олењин Линијске судије Хенрик Пихлблад Фрејжер Макинтајр |
| 29                                                            | Шутеви на гол      | 27                                                  |           | Судије Јозеф Кубуш Константин Олењин Линијске судије Хенрик Пихлблад Фрејжер Макинтајр |

| #  | Репрезентација | Ут | П | Ппр | Ипр | И | ГД | ГП | ГР  | Бод |
| -- | -------------- | -- | - | --- | --- | - | -- | -- | --- | --- |
| 1. | Канада         | 7  | 7 | 0   | 0   | 0 | 49 | 14 | +35 | 21  |
| 2. | Шведска        | 7  | 4 | 2   | 0   | 1 | 34 | 19 | +15 | 16  |
| 3. | Чешка          | 7  | 4 | 1   | 1   | 1 | 27 | 18 | +9  | 15  |
| 4. | Швајцарска     | 7  | 2 | 0   | 4   | 1 | 12 | 18 | -6  | 10  |
| 5. | Немачка        | 7  | 2 | 0   | 1   | 4 | 11 | 24 | -13 | 7   |
| 6. | Француска      | 7  | 1 | 1   | 0   | 5 | 13 | 20 | -7  | 5   |
| 7. | Летонија       | 7  | 0 | 2   | 1   | 4 | 11 | 25 | -14 | 5   |
| 8. | Аустрија       | 7  | 0 | 2   | 1   | 4 | 10 | 29 | -19 | 5   |

### Група Б
Сатница је по локалном времену (УТЦ+2)
| 1. мај 2015. 16:15 | Сједињене Државе | 5 : 1 (1:0, 2:1, 2:0) | Финска | ЧЕЗ арена, Острава Посетилаца: 8.812 |

| Извор                                                                                                | Извор                               | Извор                  | Извор     | Извор                                                                                |
| --- | ----------------------------------- | ---------------------- | --------- | ------------------------------------------------------------------------------------ |
| | Конор Хелибејк                      | Голмани                | Пека Рине | Судије Тобијас Бјорк Вјачеслав Буланов Линијске судије Вит Ледерер Рудолф Тошеновјан |
| Стив Моузес – 19:37 Мет Хендрикс – 31:57 Дан Секстон – 34:74 Ник Бонино – 46:19 Мет хендрикс – 57:22 | 1 : 0 1 : 1 2 : 1 3 : 1 4 : 1 5 : 1 | 25:40 – Јирки Јокипака |           | Судије Тобијас Бјорк Вјачеслав Буланов Линијске судије Вит Ледерер Рудолф Тошеновјан |
| 8 мин                                                                                                | Искључења                           | 4 мин                  |           | Судије Тобијас Бјорк Вјачеслав Буланов Линијске судије Вит Ледерер Рудолф Тошеновјан |
| 27                                                                                                   | Шутеви на гол                       | 30                     |           | Судије Тобијас Бјорк Вјачеслав Буланов Линијске судије Вит Ледерер Рудолф Тошеновјан |

| 1. мај 2015. 20:15 | Русија | 6 : 2 (4:0, 2:2, 0:0) | Норвешка | ЧЕЗ арена, Острава Посетилаца: 6.314 |

| Извор | Извор                                           | Извор                                         | Извор       | Извор                                                               |
| --- | ----------------------------------------------- | --------------------------------------------- | ----------- | ------------------------------------------------------------------- |
| | Сергеј Бобровски                                | Голмани                                       | Ларс Волден | Судије Тимоти Мајер Јири Ран Линијске судије Јими Дамен Биван Мајлс |
| Вадим Шипачов – 02:51 Артјом Анисимов – 03:10 Данис Зарипов – 15:14 Виктор Тихонов – 16:53 Максим Чудинов – 29:08 Артемиј Панарин – 34:10 | 1 : 0 2 : 0 3 : 0 4 : 0 4 : 1 4 : 2 5 : 2 6 : 2 | 20:25 – Патрик Торесен 26:50 – Патрик Торесен |             | Судије Тимоти Мајер Јири Ран Линијске судије Јими Дамен Биван Мајлс |
| 8 мин | Искључења                                       | 10 мин                                        |             | Судије Тимоти Мајер Јири Ран Линијске судије Јими Дамен Биван Мајлс |
| 36 | Шутеви на гол                                   | 19                                            |             | Судије Тимоти Мајер Јири Ран Линијске судије Јими Дамен Биван Мајлс |

| 2. мај 2015. 12:15 | Словачка | 4 : 3 (пен) (0:0, 0:1, 3:2; 0:0, 0:1) | Данска | ЧЕЗ арена, Острава Посетилаца: 8.812 |

| Извор | Извор                                       | Извор | Извор           | Извор                                                                        |
| --- | ------------------------------------------- | --- | --------------- | ---------------------------------------------------------------------------- |
| | Јан Лацо                                    | Голмани | Патрик Галбрајт | Судије Вјачеслав Буланов Јири Ран Линијске судије Николас Флури Андре Шрадер |
| Михал Серсен – 48:08 Марек Вједенски – 49:26 Доминик Грањак – 51:11 Маријан Габорик Марек Вједенски Владимир Дравецки Маријан Габорик Марек Вједенски Марко Дањо | 0 : 1 1 : 1 2 : 1 2 : 2 3 : 2 3 : 3 Пенали: | 22:05 – Патрик Бјоркстранд 49:57 – Никлас Хардт 57:46 – Данијел Нилсен Никлас Хардт Мортен Мадсен Томас Спелинг Јеспер Јенсен Никлас Хардт Мортен Грен |                 | Судије Вјачеслав Буланов Јири Ран Линијске судије Николас Флури Андре Шрадер |
| 6 мин | Искључења                                   | 10 мин |                 | Судије Вјачеслав Буланов Јири Ран Линијске судије Николас Флури Андре Шрадер |
| 43 | Шутеви на гол                               | 19 |                 | Судије Вјачеслав Буланов Јири Ран Линијске судије Николас Флури Андре Шрадер |

| 2. мај 2015. 16:15 | Белорусија | 4 : 2 (2:1, 1:0, 1:1) | Словенија | ЧЕЗ арена, Острава Посетилаца: 5.995 |

| Извор                                                                                          | Извор                               | Извор                                  | Извор          | Извор                                                                       |
| ---------------------------------------------------------------------------------------------- | ----------------------------------- | -------------------------------------- | -------------- | --------------------------------------------------------------------------- |
|                                                                                                | Кевин Лаланд                        | Голмани                                | Роберт Кристан | Судије Микаел Норд Тобијас Верли Линијске судије Антон Семјонов Вит Ледерер |
| Андреј Стас – 10:08 Андреј Костицин – 12:16 Алексеј Каљужни – 23:51 Александар Китаров – 59:41 | 1 : 0 1 : 1 2 : 1 3 : 1 3 : 2 4 : 2 | 10:42 – Жига Јеглич 51:47 – Жига Панце |                | Судије Микаел Норд Тобијас Верли Линијске судије Антон Семјонов Вит Ледерер |
| 4 мин                                                                                          | Искључења                           | 4 мин                                  |                | Судије Микаел Норд Тобијас Верли Линијске судије Антон Семјонов Вит Ледерер |
| 26                                                                                             | Шутеви на гол                       | 23                                     |                | Судије Микаел Норд Тобијас Верли Линијске судије Антон Семјонов Вит Ледерер |

| 2. мај 2015. 20:15 | Норвешка | 1 : 2 (1:1, 0:1, 0:0) | Сједињене Државе | ЧЕЗ арена, Острава Посетилаца: 6.301 |

| Извор              | Извор             | Извор                                   | Извор          | Извор                                                                                  |
| ------------------ | ----------------- | --------------------------------------- | -------------- | -------------------------------------------------------------------------------------- |
|                    | Ларс Хауген       | Голмани                                 | Конор Хелибејк | Судије Максим Сидоренко Владимир Шиндлер Линијске судије Биван Мајлс Рудолф Тошеновјан |
| Мортен Аск – 06:39 | 1 : 0 1 : 1 1 : 2 | 12:14 – Тревор Луис 25:58 – Брок Нелсон |                | Судије Максим Сидоренко Владимир Шиндлер Линијске судије Биван Мајлс Рудолф Тошеновјан |
| 12 мин             | Искључења         | 20 мин                                  |                | Судије Максим Сидоренко Владимир Шиндлер Линијске судије Биван Мајлс Рудолф Тошеновјан |
| 23                 | Шутеви на гол     | 35                                      |                | Судије Максим Сидоренко Владимир Шиндлер Линијске судије Биван Мајлс Рудолф Тошеновјан |

| 3. мај 2015. 20:15 | Русија | 5 : 3 (3:0, 1:2, 1:1) | Словенија | ЧЕЗ арена, Острава Посетилаца: 7.557 |

| Извор | Извор                                           | Извор                                                          | Извор        | Извор                                                                           |
| --- | ----------------------------------------------- | -------------------------------------------------------------- | ------------ | ------------------------------------------------------------------------------- |
| | Константин Барулин                              | Голмани                                                        | Лука Грачнар | Судије Тобијас Бјорк Максим Сидоренко Линијске судије Николас Флури Вит Ледерер |
| Иља Коваљчук – 04:03 Николај Куљомин – 04:39 Јевгениј Дадонов – 18:56 Вадим Шипачов – 29:27 Јевгениј Дадонов – 45:45 | 1 : 0 2 : 0 3 : 0 3 : 1 4 : 1 4 : 2 5 : 2 5 : 3 | 23:14 – Анже Копитар 34:30 – Жига Панце 54:46 – Роберт Саболич |              | Судије Тобијас Бјорк Максим Сидоренко Линијске судије Николас Флури Вит Ледерер |
| 4 мин | Искључења                                       | 4 мин                                                          |              | Судије Тобијас Бјорк Максим Сидоренко Линијске судије Николас Флури Вит Ледерер |
| 35 | Шутеви на гол                                   | 25                                                             |              | Судије Тобијас Бјорк Максим Сидоренко Линијске судије Николас Флури Вит Ледерер |

| 3. мај 2015. 16:15 | Белорусија | 1 : 2 (про) (0:0, 0:0, 1:1; 0:1) | Словачка | ЧЕЗ арена, Острава Посетилаца: 8.812 |

| Извор                   | Извор             | Извор                                         | Извор    | Извор                                                                        |
| ----------------------- | ----------------- | --------------------------------------------- | -------- | ---------------------------------------------------------------------------- |
|                         | Кевин Лаланд      | Голмани                                       | Јан Лацо | Судије Тимоти Мајер Владимир Шиндлер Линијске судије Пол Карнатан Јими Дамен |
| Сергеј Костицин – 51:57 | 1 : 0 1 : 1 1 : 2 | 52:31 – Андреј Месарош 61:55 – Андреј Месарош |          | Судије Тимоти Мајер Владимир Шиндлер Линијске судије Пол Карнатан Јими Дамен |
| 8 мин                   | Искључења         | 10 мин                                        |          | Судије Тимоти Мајер Владимир Шиндлер Линијске судије Пол Карнатан Јими Дамен |
| 18                      | Шутеви на гол     | 34                                            |          | Судије Тимоти Мајер Владимир Шиндлер Линијске судије Пол Карнатан Јими Дамен |

| 3. мај 2015. 20:15 | Данска | 0 : 3 (0:0, 0:3, 0:0) | Финска | ЧЕЗ арена, Острава Посетилаца: 8.353 |

| Извор | Извор             | Извор                                                               | Извор     | Извор                                                                        |
| ----- | ----------------- | ------------------------------------------------------------------- | --------- | ---------------------------------------------------------------------------- |
|       | Себастијан Дахм   | Голмани                                                             | Пека Рине | Судије Микаел Норд Тобијас Верли Линијске судије Андре Шрадер Антон Семјонов |
|       | 0 : 1 0 : 2 0 : 3 | 27:47 – Јуси Јокинен 28:58 – Јане Песонен 35:56 – Александар Барков |           | Судије Микаел Норд Тобијас Верли Линијске судије Андре Шрадер Антон Семјонов |
| 8 мин | Искључења         | 2 мин                                                               |           | Судије Микаел Норд Тобијас Верли Линијске судије Андре Шрадер Антон Семјонов |
| 16    | Шутеви на гол     | 41                                                                  |           | Судије Микаел Норд Тобијас Верли Линијске судије Андре Шрадер Антон Семјонов |

| 4. мај 2015. 16:15 | Русија | 2 : 4 (0:1, 1:1, 1:2) | Сједињене Државе | ЧЕЗ арена, Острава Посетилаца: 8.812 |

| Извор                                        | Извор                               | Извор                                                                           | Извор      | Извор                                                                                  |
| -------------------------------------------- | ----------------------------------- | ------------------------------------------------------------------------------- | ---------- | -------------------------------------------------------------------------------------- |
|                                              | Сергеј Бобровски                    | Голмани                                                                         | Џек Кембел | Судије Маркус Винерборг Данијел Пјечажек Линијске судије Рудолф Тошеновјан Биван Мајлс |
| Антон Белов – 23:40 Сергеј Плотников – 56:19 | 0 : 1 1 : 1 1 : 2 1 : 3 2 : 3 2 : 4 | 06:22 – Тревор Луис 26:22 – Тори Круг 51:52 – Марк Аркобело 59:51 – Брок Нелсон |            | Судије Маркус Винерборг Данијел Пјечажек Линијске судије Рудолф Тошеновјан Биван Мајлс |
| 6 мин                                        | Искључења                           | 6 мин                                                                           |            | Судије Маркус Винерборг Данијел Пјечажек Линијске судије Рудолф Тошеновјан Биван Мајлс |
| 17                                           | Шутеви на гол                       | 20                                                                              |            | Судије Маркус Винерборг Данијел Пјечажек Линијске судије Рудолф Тошеновјан Биван Мајлс |

| 4. мај 2015. 20:15 | Норвешка | 0 : 5 (0:1, 0:2, 0:2) | Финска | ЧЕЗ арена, Острава Посетилаца: 6.634 |

| Извор  | Извор                         | Извор | Извор     | Извор                                                                    |
| ------ | ----------------------------- | --- | --------- | ------------------------------------------------------------------------ |
|        | Ларс Волден                   | Голмани | Пека Рине | Судије Тимоти Мајер Тобијас Бјорк Линијске судије Јими Дамен Вид Ледерер |
|        | 0 : 1 0 : 2 0 : 3 0 : 4 0 : 5 | 05:05 – Еса Линдел 28:39 – Јонас Кемпаинен 30:21 – Јонас Кемпаинен 51:15 – Јирки Јокипака 52:11 – Јуси Јокинен |           | Судије Тимоти Мајер Тобијас Бјорк Линијске судије Јими Дамен Вид Ледерер |
| 10 мин | Искључења                     | 12 мин |           | Судије Тимоти Мајер Тобијас Бјорк Линијске судије Јими Дамен Вид Ледерер |
| 20     | Шутеви на гол                 | 30 |           | Судије Тимоти Мајер Тобијас Бјорк Линијске судије Јими Дамен Вид Ледерер |

| 5. мај 2015. 16:15 | Данска | 1 : 5 (1:0, 0:3, 0:2) | Белорусија | ЧЕЗ арена, Острава Посетилаца: 4.796 |

| Извор                    | Извор                               | Извор | Извор        | Извор                                                                         |
| ------------------------ | ----------------------------------- | --- | ------------ | ----------------------------------------------------------------------------- |
|                          | Патрик Галбрајт                     | Голмани | Кевин Лаланд | Судије Данијел Стрикер Јозеф Кубуш Линијске судије Николас Флури Андре Шрадер |
| Јулијан Јакобсен – 13:38 | 1 : 0 1 : 1 1 : 2 1 : 3 1 : 4 1 : 5 | 20:44 – Артур Гаврус 27:27 – Јевгениј Ковиршин 29:35 – Иља Шинкевич 45:36 – Јевгениј Ковиршин 54:44 – Иван Усенко |              | Судије Данијел Стрикер Јозеф Кубуш Линијске судије Николас Флури Андре Шрадер |
| 18 мин                   | Искључења                           | 8 мин |              | Судије Данијел Стрикер Јозеф Кубуш Линијске судије Николас Флури Андре Шрадер |
| 26                       | Шутеви на гол                       | 35 |              | Судије Данијел Стрикер Јозеф Кубуш Линијске судије Николас Флури Андре Шрадер |

| 5. мај 2015. 20:15 | Словачка | 3 : 1 (0:1, 0:0, 3:0) | Словенија | ЧЕЗ арена, Острава Посетилаца: 8.812 |

| Извор                                                                  | Извор                   | Извор             | Извор          | Извор                                                                             |
| ---------------------------------------------------------------------- | ----------------------- | ----------------- | -------------- | --------------------------------------------------------------------------------- |
|                                                                        | Јан Лацо                | Голмани           | Роберт Кристан | Судије Константин Олењин Роман Гофман Линијске судије Антон Семјонов Пол Карнатан |
| Андреј Месарош – 47:57 Маријан Габорик – 54:16 Маријан Габорик – 59:59 | 0 : 1 1 : 1 2 : 1 3 : 1 | 06:20 – Јан Урбас |                | Судије Константин Олењин Роман Гофман Линијске судије Антон Семјонов Пол Карнатан |
| 6 мин                                                                  | Искључења               | 12 мин            |                | Судије Константин Олењин Роман Гофман Линијске судије Антон Семјонов Пол Карнатан |
| 33                                                                     | Шутеви на гол           | 23                |                | Судије Константин Олењин Роман Гофман Линијске судије Антон Семјонов Пол Карнатан |

| 6. мај 2015. 16:15 | Русија | 5 : 2 (2:0, 1:1, 2:1) | Данска | ЧЕЗ арена, Острава Посетилаца: 7.682 |

| Извор | Извор                                     | Извор                                     | Извор           | Извор                                                                        |
| --- | ----------------------------------------- | ----------------------------------------- | --------------- | ---------------------------------------------------------------------------- |
| | Сергеј Бобровски                          | Голмани                                   | Себастијан Дахм | Судије Тимоти Мајер Тобијас Бјорк Линијске судије Биван Мајлс Антон Семјонов |
| Артемиј Панарин – 10:53 Сергеј Мозјакин – 13:17 Јевгениј Дадонов – 38:45 Сергеј Мозјакин – 57:03 Владимир Тарасенко – 57:51 | 1 : 0 2 : 0 2 : 1 3 : 1 3 : 2 4 : 2 5 : 2 | 29:35 – Мортен Грен 49:36 – Томас Спелинг |                 | Судије Тимоти Мајер Тобијас Бјорк Линијске судије Биван Мајлс Антон Семјонов |
| 12 мин | Искључења                                 | 10 мин                                    |                 | Судије Тимоти Мајер Тобијас Бјорк Линијске судије Биван Мајлс Антон Семјонов |
| 33 | Шутеви на гол                             | 20                                        |                 | Судије Тимоти Мајер Тобијас Бјорк Линијске судије Биван Мајлс Антон Семјонов |

| 6. мај 2015. 20:15 | Словачка | 2 : 3 (1:0, 1:2, 0:1) | Норвешка | ЧЕЗ арена, Острава Посетилаца: 8.812 |

| Извор                                      | Извор                         | Извор                                                                       | Извор       | Извор                                                                                |
| ------------------------------------------ | ----------------------------- | --------------------------------------------------------------------------- | ----------- | ------------------------------------------------------------------------------------ |
|                                            | Јан Лацо                      | Голмани                                                                     | Ларс Хауген | Судије Данијел Стрикер Маркус Винерборг Линијске судије Јими Дамен Рудолф Тошеновјан |
| Томаш Сурови – 18:03 Марек Дјалога – 21:29 | 1 : 0 2 : 0 2 : 1 2 : 2 2 : 3 | 25:40 – Матијас Нерстебе 35:30 – Матс Росели Олсен 41:56 – Матијас Нерстебе |             | Судије Данијел Стрикер Маркус Винерборг Линијске судије Јими Дамен Рудолф Тошеновјан |
| 45 мин                                     | Искључења                     | 10 мин                                                                      |             | Судије Данијел Стрикер Маркус Винерборг Линијске судије Јими Дамен Рудолф Тошеновјан |
| 24                                         | Шутеви на гол                 | 23                                                                          |             | Судије Данијел Стрикер Маркус Винерборг Линијске судије Јими Дамен Рудолф Тошеновјан |

| 7. мај 2015. 16:15 | Сједињене Државе | 2 : 5 (0:0, 1:3, 1:2) | Белорусија | ЧЕЗ арена, Острава Посетилаца: 6.648 |

| Извор                                 | Извор                                     | Извор | Извор        | Извор                                                                           |
| ------------------------------------- | ----------------------------------------- | --- | ------------ | ------------------------------------------------------------------------------- |
|                                       | Џек Кембел                                | Голмани | Кевин Лаланд | Судије Константин Олењин Роман Гофман Линијске судије Вит Ледерер Андреј Шрадер |
| Брок Нелсон – 37:21 Тори Круг – 45:35 | 0 : 1 0 : 2 0 : 3 1 : 3 1 : 4 2 : 4 2 : 5 | 31:11 – Артур Гаврус 33:01 – Артјом Волков 36:06 – Александар Китаров 41:15 – Алексеј Каљужњи 48:23 – Алексеј Каљужњи |              | Судије Константин Олењин Роман Гофман Линијске судије Вит Ледерер Андреј Шрадер |
| 8 мин                                 | Искључења                                 | 10 мин |              | Судије Константин Олењин Роман Гофман Линијске судије Вит Ледерер Андреј Шрадер |
| 30                                    | Шутеви на гол                             | 23 |              | Судије Константин Олењин Роман Гофман Линијске судије Вит Ледерер Андреј Шрадер |

| 7. мај 2015. 20:15 | Финска | 4 : 0 (2:0, 2:0, 0:0) | Словенија | ЧЕЗ арена, Острава Посетилаца: 6.450 |

| Извор                                                                                        | Извор                   | Извор   | Извор         | Извор                                                                          |
| -------------------------------------------------------------------------------------------- | ----------------------- | ------- | ------------- | ------------------------------------------------------------------------------ |
|                                                                                              | Пека Рине               | Голмани | Гашпер Крошељ | Судије Јозеф Кубуш Данијел Пјечажек Линијске судије Николас Флури Пол Карнатан |
| Лео Комаров – 05:53 Петри Контиола – 06:34 Александар Барков – 21:19 Јонас Кемпаинен – 35:57 | 1 : 0 2 : 0 3 : 0 4 : 0 |         |               | Судије Јозеф Кубуш Данијел Пјечажек Линијске судије Николас Флури Пол Карнатан |
| 4 мин                                                                                        | Искључења               | 6 мин   |               | Судије Јозеф Кубуш Данијел Пјечажек Линијске судије Николас Флури Пол Карнатан |
| 33                                                                                           | Шутеви на гол           | 13      |               | Судије Јозеф Кубуш Данијел Пјечажек Линијске судије Николас Флури Пол Карнатан |

| 8. мај 2015. 16:15 | Словенија | 1 : 3 (0:1, 1:2, 0:0) | Норвешка | ЧЕЗ арена, Острава Посетилаца: 8.812 |

| Извор              | Извор                   | Извор                                                                | Извор       | Извор                                                                             |
| ------------------ | ----------------------- | -------------------------------------------------------------------- | ----------- | --------------------------------------------------------------------------------- |
|                    | Роберт Кристан          | Голмани                                                              | Ларс Хауген | Судије Данијел Стрикер Маркус Винерборг Линијске судије Јими Дамен Антон Семјонов |
| Јан Муршак – 20:15 | 0 : 1 1 : 1 1 : 2 1 : 3 | 08:23 – Патрик Торесен 23:46 – Андерс Бастиансен 38:49 – Јонас Холес |             | Судије Данијел Стрикер Маркус Винерборг Линијске судије Јими Дамен Антон Семјонов |
| 10 мин             | Искључења               | 4 мин                                                                |             | Судије Данијел Стрикер Маркус Винерборг Линијске судије Јими Дамен Антон Семјонов |
| 18                 | Шутеви на гол           | 24                                                                   |             | Судије Данијел Стрикер Маркус Винерборг Линијске судије Јими Дамен Антон Семјонов |

| 8. мај 2015. 20:15 | Сједињене Државе | 1 : 0 (0:0, 1:0, 0:0) | Данска | ЧЕЗ арена, Острава Посетилаца: 8.812 |

| Извор               | Извор          | Извор   | Извор           | Извор                                                                              |
| ------------------- | -------------- | ------- | --------------- | ---------------------------------------------------------------------------------- |
|                     | Конор Хелибејк | Голмани | Себастијан Дахм | Судије Павел Ходек Константин Олењин Линијске судије Рудолф Тошеновјан Биван Мајлс |
| Брок Нелсон – 27:54 | 1 : 0          |         |                 | Судије Павел Ходек Константин Олењин Линијске судије Рудолф Тошеновјан Биван Мајлс |
| 6 мин               | Искључења      | 6 мин   |                 | Судије Павел Ходек Константин Олењин Линијске судије Рудолф Тошеновјан Биван Мајлс |
| 41                  | Шутеви на гол  | 21      |                 | Судије Павел Ходек Константин Олењин Линијске судије Рудолф Тошеновјан Биван Мајлс |

| 9. мај 2015. 12:15 | Белорусија | 0 : 7 (0:1, 0:3, 0:3) | Русија | ЧЕЗ арена, Острава Посетилаца: 8.363 |

| Извор  | Извор                                     | Извор | Извор                          | Извор                                                                            |
| ------ | ----------------------------------------- | --- | ------------------------------ | -------------------------------------------------------------------------------- |
|        | Кевин Лаланд Игор Брикун                  | Голмани | Сергеј Бобровски Антон Худобин | Судије Данијел Стрикер Данијел Пјечажек Линијске судије Јими Дамен Николас Флури |
|        | 0 : 1 0 : 2 0 : 3 0 : 4 0 : 5 0 : 6 0 : 7 | 09:53 – Иља Коваљчук 21:33 – Владимир Тарасенко 29:24 – Вадим Шипачов 32:22 – Артемиј Панарин 42:51 – Сергеј Широков 44:49 – Јевгениј Дадонов 51:04 – Јевгениј Малкин |                                | Судије Данијел Стрикер Данијел Пјечажек Линијске судије Јими Дамен Николас Флури |
| 18 мин | Искључења                                 | 4 мин |                                | Судије Данијел Стрикер Данијел Пјечажек Линијске судије Јими Дамен Николас Флури |
| 13     | Шутеви на гол                             | 32 |                                | Судије Данијел Стрикер Данијел Пјечажек Линијске судије Јими Дамен Николас Флури |

| 9. мај 2015. 16:15 | Финска | 3 : 0 (0:0, 0:0, 3:0) | Словачка | ЧЕЗ арена, Острава Посетилаца: 8.812 |

| Извор                                                              | Извор             | Извор   | Извор    | Извор                                                                              |
| ------------------------------------------------------------------ | ----------------- | ------- | -------- | ---------------------------------------------------------------------------------- |
|                                                                    | Јусе Сарос        | Голмани | Јан Лацо | Судије Маркус Винерборг Константин Олењин Линијске судије Биван Мајлс Пол Карнатан |
| Јонас Донској – 50:28 Јухамати Алтонен – 55:33 Лео Комаров – 59:53 | 1 : 0 2 : 0 3 : 0 |         |          | Судије Маркус Винерборг Константин Олењин Линијске судије Биван Мајлс Пол Карнатан |
| 8 мин                                                              | Искључења         | 10 мин  |          | Судије Маркус Винерборг Константин Олењин Линијске судије Биван Мајлс Пол Карнатан |
| 31                                                                 | Шутеви на гол     | 22      |          | Судије Маркус Винерборг Константин Олењин Линијске судије Биван Мајлс Пол Карнатан |

| 9. мај 2015. 20:15 | Данска | 4 : 1 (2:1, 1:0, 1:0) | Норвешка | ЧЕЗ арена, Острава Посетилаца: 7.316 |

| Извор                                                                                         | Извор                         | Извор                   | Извор       | Извор                                                                       |
| --------------------------------------------------------------------------------------------- | ----------------------------- | ----------------------- | ----------- | --------------------------------------------------------------------------- |
|                                                                                               | Себастијан Дахм               | Голмани                 | Ларс Хауген | Судије Алекси Рантала Роман Гофман Линијске судије Вит Ледерер Андре Шрадер |
| Николас Јенсен – 01:51 Данијел Нилсен – 19:36 Фредерик Сторм – 33:01 Јулијан Јакобсен – 51:36 | 1 : 0 1 : 1 2 : 1 3 : 1 4 : 1 | 03:18 – Кен Андре Олимб |             | Судије Алекси Рантала Роман Гофман Линијске судије Вит Ледерер Андре Шрадер |
| 8 мин                                                                                         | Искључења                     | 8 мин                   |             | Судије Алекси Рантала Роман Гофман Линијске судије Вит Ледерер Андре Шрадер |
| 19                                                                                            | Шутеви на гол                 | 25                      |             | Судије Алекси Рантала Роман Гофман Линијске судије Вит Ледерер Андре Шрадер |

| 10. мај 2015. 16:15 | Словенија | 1 : 3 (0:2, 1:0, 0:1) | Сједињене Државе | ЧЕЗ арена, Острава Посетилаца: 8.202 |

| Извор              | Извор                   | Извор                                                     | Извор          | Извор                                                                               |
| ------------------ | ----------------------- | --------------------------------------------------------- | -------------- | ----------------------------------------------------------------------------------- |
|                    | Роберт Кристан          | Голмани                                                   | Конор Хелибејк | Судије Алекси Рантала Роман Гофман Линијске судије Рудолф Тошеновјан Антон Семјонов |
| Алеш Мушич – 26:54 | 0 : 1 0 : 2 1 : 2 1 : 3 | 04:17 – Брок Нелсон 16:32 – Брок Нелсон 41:09 – Џек Ајхел |                | Судије Алекси Рантала Роман Гофман Линијске судије Рудолф Тошеновјан Антон Семјонов |
| 4 мин              | Искључења               | 6 мин                                                     |                | Судије Алекси Рантала Роман Гофман Линијске судије Рудолф Тошеновјан Антон Семјонов |
| 22                 | Шутеви на гол           | 17                                                        |                | Судије Алекси Рантала Роман Гофман Линијске судије Рудолф Тошеновјан Антон Семјонов |

| 10. мај 2015. 20:15 | Словачка | 2 : 3 (про) (1:0, 0:1, 1:1; 0:1) | Русија | ЧЕЗ арена, Острава Посетилаца: 8.812 |

| Извор                                         | Извор                         | Извор                                                                      | Извор            | Извор                                                                         |
| --------------------------------------------- | ----------------------------- | -------------------------------------------------------------------------- | ---------------- | ----------------------------------------------------------------------------- |
|                                               | Јулијус Худачек               | Голмани                                                                    | Сергеј Бобровски | Судије Павел Ходек Владимир Шиндлер Линијске судије Николас Флури Вит Ледерер |
| Томаш Копецки – 05:58 Маријан Габорик – 47:05 | 1 : 0 1 : 1 1 : 2 2 : 2 2 : 3 | 27:07 – Сергеј Мозјакин 41:10 – Владимир Тарасенко 62:06 – Артемиј Панарин |                  | Судије Павел Ходек Владимир Шиндлер Линијске судије Николас Флури Вит Ледерер |
| 4 мин                                         | Искључења                     | 2 мин                                                                      |                  | Судије Павел Ходек Владимир Шиндлер Линијске судије Николас Флури Вит Ледерер |
| 22                                            | Шутеви на гол                 | 32                                                                         |                  | Судије Павел Ходек Владимир Шиндлер Линијске судије Николас Флури Вит Ледерер |

| 11. мај 2015. 16:15 | Финска | 3 : 2 (пен) (0:0, 0:0, 2:2; 0:0, 1:0) | Белорусија | ЧЕЗ арена, Острава Посетилаца: 8.812 |

| Извор                                                                                  | Извор                                | Извор                                                                             | Извор         | Извор                                                                                 |
| -------------------------------------------------------------------------------------- | ------------------------------------ | --------------------------------------------------------------------------------- | ------------- | ------------------------------------------------------------------------------------- |
|                                                                                        | Пека Рине                            | Голмани                                                                           | Виталиј Ковал | Судије Данијел Стрикер Тобијас Верли Линијске судије Рудолф Тошеновјан Антон Семјонов |
| Јонас Донској – 51:57 Тему Хартикаинен – 52:51 Јарко Имонен Јонас Донској Јуси Јокинен | 0 : 1 1 : 1 2 : 1 2 : 2 3 : 2 Пенали | 45:09 – Јевгениј Ковиршин 59:29 – Алексеј Каљужни Сергеј Костицин Андреј Степанов |               | Судије Данијел Стрикер Тобијас Верли Линијске судије Рудолф Тошеновјан Антон Семјонов |
| 8 мин                                                                                  | Искључења                            | 6 мин                                                                             |               | Судије Данијел Стрикер Тобијас Верли Линијске судије Рудолф Тошеновјан Антон Семјонов |
| 26                                                                                     | Шутеви на гол                        | 25                                                                                |               | Судије Данијел Стрикер Тобијас Верли Линијске судије Рудолф Тошеновјан Антон Семјонов |

| 11. мај 2015. 20:15 | Словенија | 1 : 0 (1:0, 0:0, 0:0) | Данска | ЧЕЗ арена, Острава Посетилаца: 6.768 |

| Извор              | Извор         | Извор   | Извор           | Извор                                                                              |
| ------------------ | ------------- | ------- | --------------- | ---------------------------------------------------------------------------------- |
|                    | Гашпар Крошељ | Голмани | Себастијан Дахм | Судије Маркус Винерборг Владимир Шиндлер Линијске судије Пол Карнатан Андре Шрадер |
| Жига Панце – 10:00 | 1 : 0         |         |                 | Судије Маркус Винерборг Владимир Шиндлер Линијске судије Пол Карнатан Андре Шрадер |
| 2 мин              | Искључења     | 2 мин   |                 | Судије Маркус Винерборг Владимир Шиндлер Линијске судије Пол Карнатан Андре Шрадер |
| 21                 | Шутеви на гол | 24      |                 | Судије Маркус Винерборг Владимир Шиндлер Линијске судије Пол Карнатан Андре Шрадер |

| 12. мај 2015. 12:15 | Норвешка | 2 : 3 (0:1, 1:2, 1:0) | Белорусија | ЧЕЗ арена, Острава Посетилаца: 8.812 |

| Извор                                           | Извор                         | Извор                                                                   | Извор        | Извор                                                                        |
| ----------------------------------------------- | ----------------------------- | ----------------------------------------------------------------------- | ------------ | ---------------------------------------------------------------------------- |
|                                                 | Ларс Хауген                   | Голмани                                                                 | Кевин Лаланд | Судије Павел Ходек Маркус Винерборг Линијске судије Биван Мајлс Пол Карнатан |
| Патрик Торесен – 32:20 Матијас Нерстебе – 45:13 | 0 : 1 0 : 2 0 : 3 1 : 3 2 : 3 | 07:29 – Алексеј Каљужни 29:01 – Дмитриј Коробов 32:03 – Андреј Костицин |              | Судије Павел Ходек Маркус Винерборг Линијске судије Биван Мајлс Пол Карнатан |
| 16 мин                                          | Искључења                     | 10 мин                                                                  |              | Судије Павел Ходек Маркус Винерборг Линијске судије Биван Мајлс Пол Карнатан |
| 24                                              | Шутеви на гол                 | 17                                                                      |              | Судије Павел Ходек Маркус Винерборг Линијске судије Биван Мајлс Пол Карнатан |

| 12. мај 2015. 16:15 | Сједињене Државе | 5 : 4 (про) (2:0, 2:4, 0:0; 1:0) | Словачка | ЧЕЗ арена, Острава Посетилаца: 8.812 |

| Извор                                                                                     | Извор                                                 | Извор                                                                                        | Извор                    | Извор                                                                          |
| ----------------------------------------------------------------------------------------- | ----------------------------------------------------- | -------------------------------------------------------------------------------------------- | ------------------------ | ------------------------------------------------------------------------------ |
|                                                                                           | Конор Хелибејк                                        | Голмани                                                                                      | Јан Лацо Јулијус Худачек | Судије Тобијас Верли Данијел Пјечажек Линијске судије Јими дамен Николас Флури |
| Бен Смит – 02:36 Сет Џоунс – 04:11 Андерс Ли – 20:27 Чарли Којл – 39:08 Џек Ејхел – 64:32 | 1 : 0 2 : 0 3 : 0 3 : 1 3 : 2 3 : 3 3 : 4 4 : 4 5 : 4 | 26:29 – Марјан Габорик 30:36 – Адам Јаношик 36:27 – Владимир Дравецки 38:22 – Милан Бартович |                          | Судије Тобијас Верли Данијел Пјечажек Линијске судије Јими дамен Николас Флури |
| 10 мин                                                                                    | Искључења                                             | 12 мин                                                                                       |                          | Судије Тобијас Верли Данијел Пјечажек Линијске судије Јими дамен Николас Флури |
| 34                                                                                        | Шутеви на гол                                         | 25                                                                                           |                          | Судије Тобијас Верли Данијел Пјечажек Линијске судије Јими дамен Николас Флури |

| 12. мај 2015. 20:15 | Финска | 3 : 2 (пен) (0:1, 1:0, 1:1; 0:0, 1:0) | Русија | ЧЕЗ арена, Острава Посетилаца: 8.812 |

| Извор | Извор                          | Извор | Извор            | Извор                                                                     |
| --- | ------------------------------ | --- | ---------------- | ------------------------------------------------------------------------- |
| | Пека Рине                      | Голмани | Сергеј Бобровски | Судије Микаел Норд Тобијас Бјорк Линијске судије Вит Ледерер Андре Шрадер |
| Александар Барков – 24:54 Јонас Донској – 57:41 Јарко Имонен Јонас Донској Јуси Јокинен Александар Барков Јонас Донској | 0 : 1 1 : 1 1 : 2 2 : 2 Пенали | 18:04 – Сергеј Мозјакин 54:54 – Артемиј Панарин Артемиј Панарин Сергеј Мозјакин Владимир Тарасенко Иља Коваљчук Артемиј Панарин |                  | Судије Микаел Норд Тобијас Бјорк Линијске судије Вит Ледерер Андре Шрадер |
| 25 мин | Искључења                      | 6 мин |                  | Судије Микаел Норд Тобијас Бјорк Линијске судије Вит Ледерер Андре Шрадер |
| 30 | Шутеви на гол                  | 35 |                  | Судије Микаел Норд Тобијас Бјорк Линијске судије Вит Ледерер Андре Шрадер |

| #  | Репрезентација | Ут | П | Ппр | Ипр | И | ГД | ГП | ГР  | Бод |
| -- | -------------- | -- | - | --- | --- | - | -- | -- | --- | --- |
| 1. | САД            | 7  | 5 | 1   | 0   | 1 | 22 | 14 | +8  | 17  |
| 2. | Финска         | 7  | 4 | 2   | 0   | 1 | 22 | 9  | +13 | 16  |
| 3. | Русија         | 7  | 4 | 1   | 1   | 1 | 20 | 16 | +14 | 15  |
| 4. | Белорусија     | 7  | 4 | 0   | 2   | 1 | 20 | 19 | +1  | 14  |
| 5. | Словачка       | 7  | 1 | 2   | 2   | 2 | 17 | 19 | -2  | 9   |
| 6. | Норвешка       | 7  | 2 | 0   | 0   | 5 | 12 | 23 | -11 | 6   |
| 7. | Данска         | 7  | 1 | 0   | 1   | 5 | 10 | 20 | -10 | 4   |
| 8. | Словенија      | 7  | 1 | 0   | 0   | 6 | 9  | 22 | -13 | 3   |

## Елиминациона фаза
|  | Четвртфинале | Четвртфинале |         |   | Полуфинале  | Полуфинале  |  |  | Финале | Финале |
|  |              |              |         |   |             |             |  |  |        |        |
|  | 14. мај      |              |         |   |             |             |  |  |        |        |
|  |              |              |         |   |             |             |  |  |        |        |
|  | Канада       | 9            |         |   |             |             |  |  |        |        |
|  | Канада       | 9            | 16. мај |   |             |             |  |  |        |        |
|  | Белорусија   | 0            |         |   |             |             |  |  |        |        |
|  | Белорусија   | 0            | Канада  | 2 |             |             |  |  |        |        |
|  | 14. мај      |              | Канада  | 2 |             |             |  |  |        |        |
|  |              | Чешка        | 0       |   |             |             |  |  |        |        |
|  | Финска       | Чешка        | 0       | 3 |             |             |  |  |        |        |
|  | Финска       |              | 17. мај | 3 |             |             |  |  |        |        |
|  | Чешка        | 5            |         |   |             |             |  |  |        |        |
|  | Чешка        | 5            | Канада  | 6 |             |             |  |  |        |        |
|  | 14. мај      |              | Канада  | 6 |             |             |  |  |        |        |
|  |              | Русија       | 1       |   |             |             |  |  |        |        |
|  | САД          | Русија       | 1       | 3 |             |             |  |  |        |        |
|  | САД          | 16. мај      |         | 3 |             |             |  |  |        |        |
|  | Швајцарска   | 1            |         |   |             |             |  |  |        |        |
|  | Швајцарска   | 1            | САД     | 0 |             |             |  |  |        |        |
|  | 14. мај      |              | САД     | 0 |             |             |  |  |        |        |
|  |              | Русија       | 4       |   | Треће место | Треће место |  |  |        |        |
|  | Шведска      | Русија       | 4       | 3 | Треће место | Треће место |  |  |        |        |
|  | Шведска      |              | 17. мај | 3 |             |             |  |  |        |        |
|  | Русија       | 5            |         |   |             |             |  |  |        |        |
|  | Русија       | 5            | Чешка   | 0 |             |             |  |  |        |        |
|  |              |              |         |   |             |             |  |  |        |        |
|  | САД          | 3            |         |   |             |             |  |  |        |        |
|  | САД          | 3            |         |   |             |             |  |  |        |        |

### Четвртфинала
| 14. мај 2015. 15:15 | Сједињене Државе | 3 : 1 (0:1, 2:0, 1:0) | Швајцарска | ЧЕЗ арена, Острава Посетилаца: 6.495 |

| Извор                                                     | Извор                   | Извор              | Извор     | Извор                                                                    |
| --------------------------------------------------------- | ----------------------- | ------------------ | --------- | ------------------------------------------------------------------------ |
|                                                           | Конор Хелибејк          | Голмани            | Рето Бера | Судије Вјачеслав Буланов Јири Ран Линијске судије Јими Дамен Биван Мајлс |
| Бен Смит – 30:17 Чарли Којл – 31:14 Џејк Гардинер – 50:33 | 0 : 1 1 : 1 1 : 2 1 : 3 | 13:04 – Роман Јоси |           | Судије Вјачеслав Буланов Јири Ран Линијске судије Јими Дамен Биван Мајлс |
| 6 мин                                                     | Искључења               | 4 мин              |           | Судије Вјачеслав Буланов Јири Ран Линијске судије Јими Дамен Биван Мајлс |
| 24                                                        | Шутеви на гол           | 22                 |           | Судије Вјачеслав Буланов Јири Ран Линијске судије Јими Дамен Биван Мајлс |

| 14. мај 2015. 16:15 | Канада | 9 : 0 (4:0, 2:0, 3:0) | Белорусија | O2 арена, Праг Посетилаца: 15.126 |

| Извор | Извор                                                 | Извор   | Извор        | Извор                                                                             |
| --- | ----------------------------------------------------- | ------- | ------------ | --------------------------------------------------------------------------------- |
| | Мајк Смит                                             | Голмани | Кевин Лаланд | Судије Тимоти Мајер Маркус Винерборг Линијске судије Мирослав Лхотски Јон Килијан |
| Брент Бернс – 00:27 Тајлер Енис – 07:36 Рајан Орајли – 10:15 Тајлер Сегин – 17:28 Тајлер Сегин – 23:23 Брент Бернс – 31:08 Тајлер Сегин – 50:32 Рајан Орајли – 53:02 Џејсон Спеца – 55:19 | 1 : 0 2 : 0 3 : 0 4 : 0 5 : 0 6 : 0 7 : 0 8 : 0 9 : 0 |         |              | Судије Тимоти Мајер Маркус Винерборг Линијске судије Мирослав Лхотски Јон Килијан |
| 6 мин | Искључења                                             | 10 мин  |              | Судије Тимоти Мајер Маркус Винерборг Линијске судије Мирослав Лхотски Јон Килијан |
| 50 | Шутеви на гол                                         | 24      |              | Судије Тимоти Мајер Маркус Винерборг Линијске судије Мирослав Лхотски Јон Килијан |

| 19. мај 2015. 19:15 | Шведска | 3 : 5 (0:2, 1:1, 2:2) | Русија | ЧЕЗ арена, Острава Посетилаца: 7.248 |

| Извор                                                          | Извор                                           | Извор | Извор            | Извор                                                                          |
| -------------------------------------------------------------- | ----------------------------------------------- | --- | ---------------- | ------------------------------------------------------------------------------ |
|                                                                | Јонас Енрот Андерс Нилсон                       | Голмани | Сергеј Бобровски | Судије Тобијас Верли Владимир Шиндлер Линијске судије Вит Ледерер Пол Карнатан |
| Џон Клингберг – 31:01 Антон Ландер – 43:36 Луи Ериксон – 54:46 | 0 : 1 0 : 2 0 : 3 1 : 3 2 : 3 3 : 3 3 : 4 3 : 5 | 10:51 – Сергеј Мозјакин 16:01 – Сергеј Широков 20:48 – Јевгениј Малкин 55:11 – Јевгениј Малкин 58:13 – Владимир Тарасенко |                  | Судије Тобијас Верли Владимир Шиндлер Линијске судије Вит Ледерер Пол Карнатан |
| 16 мин                                                         | Искључења                                       | 14 мин |                  | Судије Тобијас Верли Владимир Шиндлер Линијске судије Вит Ледерер Пол Карнатан |
| 28                                                             | Шутеви на гол                                   | 28 |                  | Судије Тобијас Верли Владимир Шиндлер Линијске судије Вит Ледерер Пол Карнатан |

| 14. мај 2015. 20:15 | Финска | 3 : 5 (1:1, 1:2, 1:2) | Чешка | O2 арена, Праг Посетилаца: 17.383 |

| Извор                                                             | Извор                                           | Извор | Извор          | Извор                                                                                |
| ----------------------------------------------------------------- | ----------------------------------------------- | --- | -------------- | ------------------------------------------------------------------------------------ |
|                                                                   | Пека Рине                                       | Голмани                                                                                                  | Ондреј Павелец | Судије Константин Олењин Роман Гофман Линијске судије Глеб Лазарев Фрејжер Макинтајр |
| Туомо Руту – 17:19 Јуси Јокинен – 23:45 Александар Барков – 44:24 | 0 : 1 1 : 1 2 : 1 2 : 2 2 : 3 3 : 3 3 : 4 3 : 5 | 08:56 – Јан Коварж 33:51 – Јаромир Јагр 35:28 – Јан Коварж 55:30 – Јаромир Јагр 59:37 – Владимир Соботка |                | Судије Константин Олењин Роман Гофман Линијске судије Глеб Лазарев Фрејжер Макинтајр |
| 10 мин                                                            | Искључења                                       | 6 мин |                | Судије Константин Олењин Роман Гофман Линијске судије Глеб Лазарев Фрејжер Макинтајр |
| 22                                                                | Шутеви на гол                                   | 32 |                | Судије Константин Олењин Роман Гофман Линијске судије Глеб Лазарев Фрејжер Макинтајр |

### Полуфинала
| 16. мај 2015. 15:15 | Канада | 2 : 0 (1:0, 1:0, 0:0) | Чешка | O2 арена, Праг Посетилаца: 17.383 |

| Извор                                   | Извор         | Извор   | Извор          | Извор                                                                                    |
| --------------------------------------- | ------------- | ------- | -------------- | ---------------------------------------------------------------------------------------- |
|                                         | Мајк Смит     | Голмани | Ондреј Павелец | Судије Маркус Винерборг Вјачеслав Буланов Линијске судије Пол Карнатан Фрејжер Макинтајр |
| Тејлор Хол – 08:40 Џејсон Спеца – 29:02 | 1 : 0 2 : 0   |         |                | Судије Маркус Винерборг Вјачеслав Буланов Линијске судије Пол Карнатан Фрејжер Макинтајр |
| 4 мин                                   | Искључења     | 4 мин   |                | Судије Маркус Винерборг Вјачеслав Буланов Линијске судије Пол Карнатан Фрејжер Макинтајр |
| 41                                      | Шутеви на гол | 23      |                | Судије Маркус Винерборг Вјачеслав Буланов Линијске судије Пол Карнатан Фрејжер Макинтајр |

| 16. мај 2015. 19:15 | Сједињене Државе | 0 : 4 (0:0, 0:0, 0:4) | Русија | O2 арена, Праг Посетилаца: 14.938 |

| Извор | Извор                   | Извор                                                                                            | Извор            | Извор                                                                |
| ----- | ----------------------- | ------------------------------------------------------------------------------------------------ | ---------------- | -------------------------------------------------------------------- |
|       | Конор Хелибејк          | Голмани                                                                                          | Сергеј Бобровски | Судије Тобијас Верли Јири Ран Линијске судије Јими Дамен Биван Мајлс |
|       | 0 : 1 0 : 2 0 : 3 0 : 4 | 47:17 – Сергеј Мозјакин 50:19 – Александар Овечкин 55:28 – Вадим Шипачов 58:35 – Јевгениј Малкин |                  | Судије Тобијас Верли Јири Ран Линијске судије Јими Дамен Биван Мајлс |
| 6 мин | Искључења               | 4 мин                                                                                            |                  | Судије Тобијас Верли Јири Ран Линијске судије Јими Дамен Биван Мајлс |
| 35    | Шутеви на гол           | 30                                                                                               |                  | Судије Тобијас Верли Јири Ран Линијске судије Јими Дамен Биван Мајлс |

### Утакмица за бронзану медаљу
| 17. мај 2015. 16:15 | Сједињене Државе | 3 : 0 (2:0, 1:0, 0:0) | Чешка | O2 арена, Праг Посетилаца: 15.007 |

| Извор                                                     | Извор             | Извор   | Извор          | Извор                                                                    |
| --------------------------------------------------------- | ----------------- | ------- | -------------- | ------------------------------------------------------------------------ |
|                                                           | Конор Хелибејк    | Голмани | Ондреј Павелец | Судије Маркус Винерборг Јири Ран Линијске судије Јими Дамен Глеб Лазарев |
| Ник Бонино – 07:25 Тревор Луис – 18:13 Чарли Којл – 39:10 | 1 : 0 2 : 0 3 : 0 |         |                | Судије Маркус Винерборг Јири Ран Линијске судије Јими Дамен Глеб Лазарев |
| 12 мин                                                    | Искључења         | 6 мин   |                | Судије Маркус Винерборг Јири Ран Линијске судије Јими Дамен Глеб Лазарев |
| 16                                                        | Шутеви на гол     | 39      |                | Судије Маркус Винерборг Јири Ран Линијске судије Јими Дамен Глеб Лазарев |

### Утакмица за златну медаљу
| 17. мај 2015. 20:45 | Канада | 6 : 1 (1:0, 3:0, 2:1) | Русија | O2 арена, Праг Посетилаца: 17.383 |

| Извор | Извор                                     | Извор                   | Извор            | Извор                                                                               |
| --- | ----------------------------------------- | ----------------------- | ---------------- | ----------------------------------------------------------------------------------- |
| | Мајк Смит                                 | Голмани                 | Сергеј Бобровски | Судије Тобијас Верли Владимир Шиндлер Линијске судије Пол Карнатан Мирослав Лхотски |
| Коди Икин – 18:10 Тајлер Енис – 21:56 Сидни Крозби – 27:22 Тајлер Сегин – 28:06 Клод Жиру – 48:58 Нејтан Макинон – 49:50 | 1 : 0 2 : 0 3 : 0 4 : 0 5 : 0 6 : 0 6 : 1 | 52:47 – Јевгениј Малкин |                  | Судије Тобијас Верли Владимир Шиндлер Линијске судије Пол Карнатан Мирослав Лхотски |
| 4 мин | Искључења                                 | 10 мин                  |                  | Судије Тобијас Верли Владимир Шиндлер Линијске судије Пол Карнатан Мирослав Лхотски |
| 37 | Шутеви на гол                             | 12                      |                  | Судије Тобијас Верли Владимир Шиндлер Линијске судије Пол Карнатан Мирослав Лхотски |

## Коначни пласман и признања

### Коначан пласман
Коначан пласман на светском првенству елитне дивизије 2015. је следећи:
|     | Канада           |
|     | Русија           |
|     | Сједињене Државе |
| 4.  | Чешка            |
| 5.  | Шведска          |
| 6.  | Финска           |
| 7.  | Белорусија       |
| 8.  | Швајцарска       |
| 9.  | Словачка         |
| 10. | Немачка          |
| 11. | Норвешка         |
| 12. | Француска        |
| 13. | Летонија         |
| 14. | Данска           |
| 15. | Аустрија         |
| 16. | Словенија        |

## Играчка статистика

### Најбољи стрелци
Игарчи су на листи рангирани по броју освојених поена, а потом по головима:
| Хокејаш             | Ут. | Гол. | Асис. | Поени | +/- | Искљ. у мин |
| ------------------- | --- | ---- | ----- | ----- | --- | ----------- |
| Џејсон Спеца        | 10  | 6    | 8     | 14    | +7  | 2           |
| Џордан Еберле       | 10  | 5    | 8     | 13    | +8  | 0           |
| Тејлор Хол          | 10  | 7    | 5     | 12    | +8  | 6           |
| Сергеј Мозјакин     | 10  | 6    | 6     | 12    | +8  | 0           |
| Мет Душен           | 10  | 4    | 8     | 12    | +10 | 2           |
| Оливер Екман-Ларсон | 8   | 2    | 10    | 12    | +4  | 6           |
| Сидни Крозби        | 9   | 4    | 7     | 11    | +1  | 2           |
| Јевгениј Дадонов    | 10  | 4    | 7     | 11    | +4  | 2           |
| Јуси Јокинен        | 8   | 3    | 8     | 11    | +3  | 0           |
| Брент Бернс         | 10  | 2    | 9     | 11    | +12 | 4           |
| Рајан Орајли        | 10  | 2    | 9     | 11    | +10 | 0           |

Извор: 

### Најбољи голмани
Статистика 5 најбољих голмана базирана на проценту одбрањених шутева ка голу (сваки од голмана је одиграо минимум 40% минута своје екипе):
| Голман          | Мин    | ШНГ | ПГ   | ППГ | О%    | БПГ |
| --------------- | ------ | --- | ---- | --- | ----- | --- |
| Конор Хелибејк  | 482:00 | 11  | 1.37 | 211 | 94.79 | 2   |
| Себастијан Дахм | 297:19 | 11  | 2.22 | 161 | 93.17 | 0   |
| Мајк Смит       | 480:00 | 12  | 1.50 | 172 | 93.02 | 2   |
| Пека Рине       | 427:16 | 12  | 1.69 | 166 | 92.77 | 3   |
| Кристобал Уе    | 287:46 | 10  | 2.09 | 129 | 92.25 | 1   |

Извор: 

## Састави освајача медаља
| Поз. | Репрезентација | Састав репрезентације |
| ---- | -------------- | --- |
| 1.   | Канада         | Д. Хамхјус • Т. Хол • А. Екблад • Џ. Музин • Ш. Кутурије • М. Душен • Б. Шен • Џ. Еберле • К. Икин • Т. Бери • К. Жиру • Н. Макинон • М. Џоунс • М. Смит • П. Виркош • Д. Савард • Т. Енис • Т. Тофоли • Р. О'Рајли • С. Крозби • Б. Бернс • Џ. Спеца • Т. Сегин Селектор: Тод Маклелан |

| Поз. | Репрезентација | Састав репрезентације |
| ---- | -------------- | --- |
| 2.   | Русија         | Д. Куликов • А. Овечкин • А. Панарин • С. Мозјакин • Ј. Малкин • В. Тихонов • С. Плотников • Д. Зарипов • К. Барулин • А. Худобин • Н. Куљомин • А. Анисимов • Ј. Јаковљев • Ј. Бирјуков • С. Широков • Ј. Дадонов • И. Коваљчук • С. Бобровски • М. Чудинов • А. Белов • Ј. Медевдев • В. Шипачов • В. Тересенко • В. Антипин • А. Миронов Селектор: Олег Знарок |

| Поз. | Репрезентација   | Састав репрезентације |
| ---- | ---------------- | --- |
| 3.   | Сједињене Државе | Џ. Кембел • С. Џоунс • К. Марфи • М. Рајли • Џ. Ајкел • Б. Смит • Н. Бонино • С. Моузес • Џ. Мур • Џ. Веси • Д. Ларкин • Т. Луис • М. Хендрикс • З. Редмонс • Џ. Морин • Џ. Фолк • Б. Нелсон • Ч. Којл • А. Лајон • М. Аркобело • К. Хелибејк • Д. Секстон • Т. Круг • Џ. Гардинер • А. Ли Селектор: Тод Ричардс |